# Museos Capitolinos

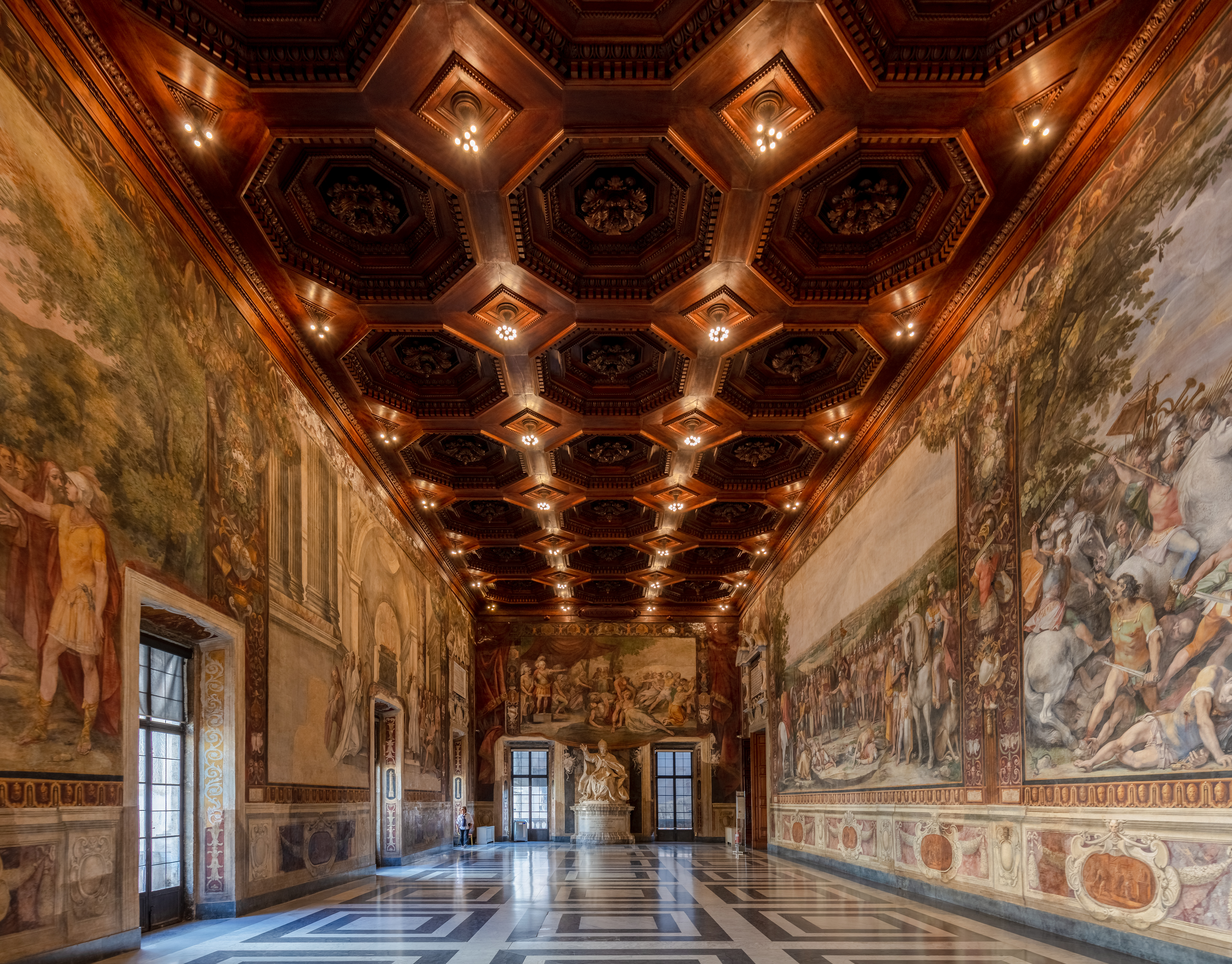
Galería, Palazzo dei Conservatori.

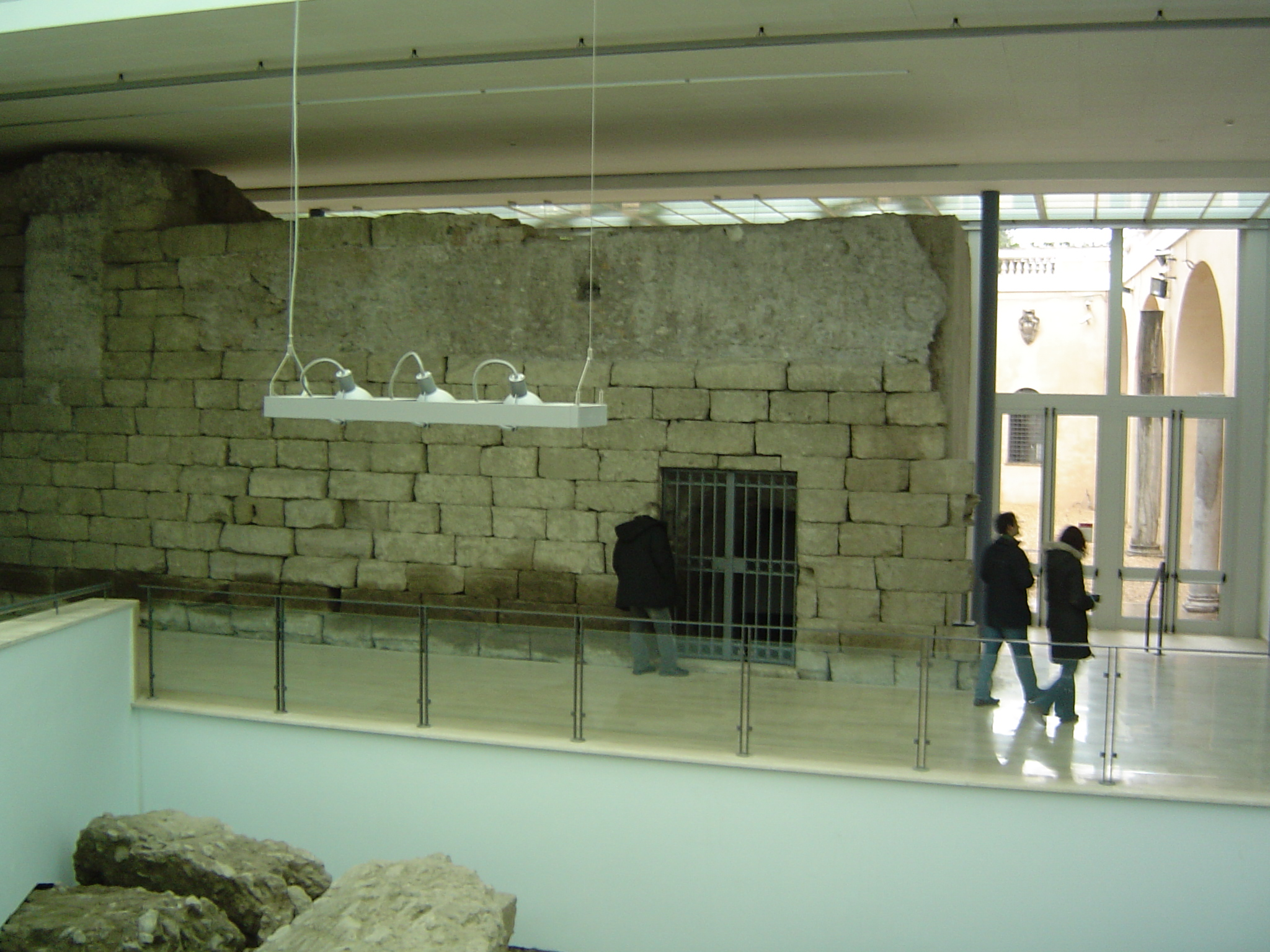
La nueva restauración de los cimientos del Templo de Júpiter.

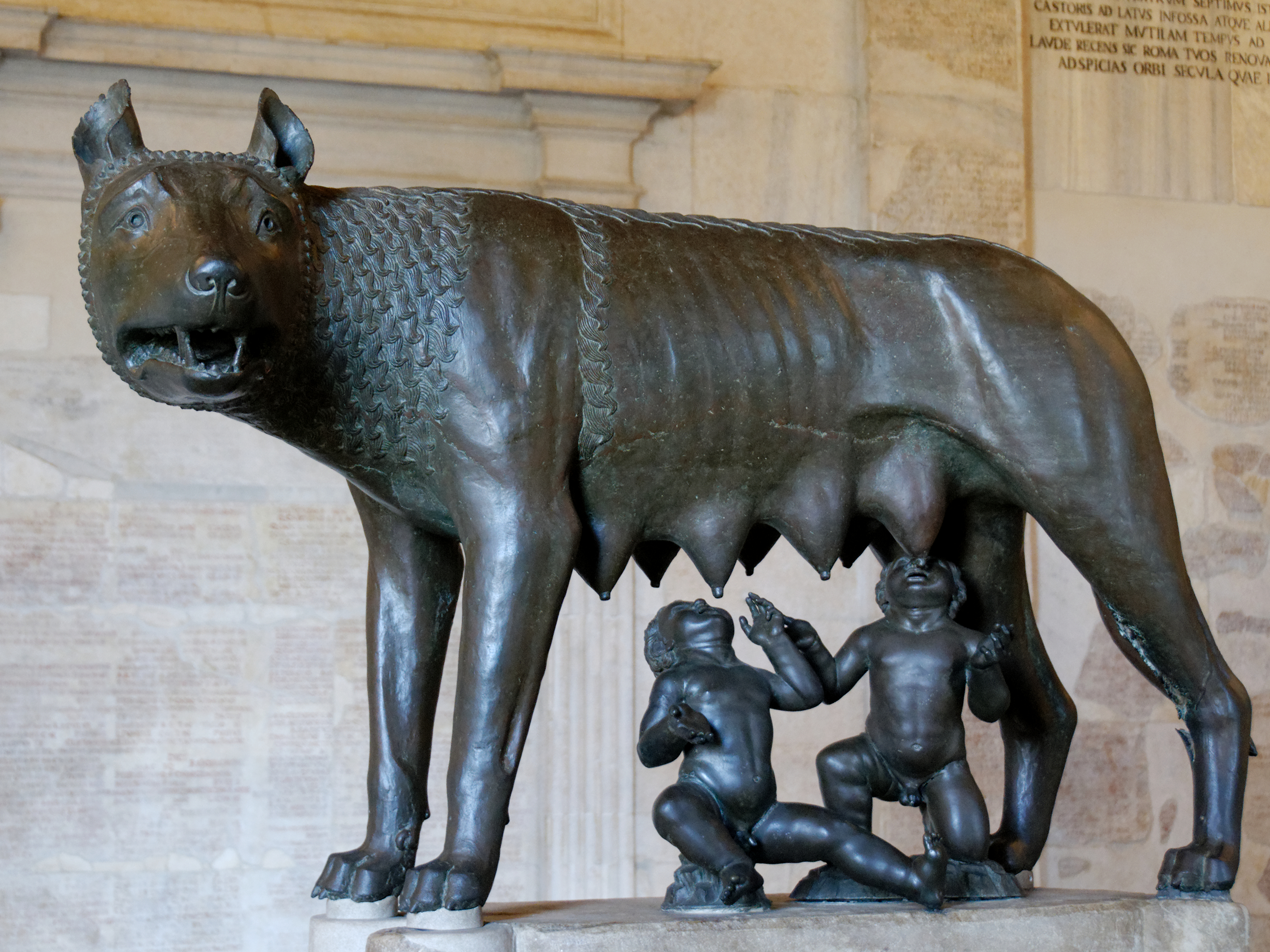
Loba capitolina o Luperca, estatua de bronce en los Museos Capitolinos.

Los Museos Capitolinos (en italiano: Musei Capitolini) son el principal museo cívico municipal de Roma. Se dice «museos», en plural, debido a su origen: a las colecciones previas de esculturas antiguas fue añadida por Benedicto XIV, en el siglo XVIII, la Pinacoteca, de temática también  principalmente romana.

## Historia
La sede histórica de los Capitolinos está constituida por el Palacio de los Conservadores (Palazzo dei Conservatori) y el Palacio Nuevo (Palazzo Nuovo), edificios situados en la plaza del Campidoglio ('Capitolio'), remodelada según diseño de Miguel Ángel.
La creación del museo pudo ser llevada a cabo en 1471, cuando el Papa Sixto IV donó a la ciudad una importante colección de bronces provenientes del Laterano (entre ellos la Loba Capitolina), que hizo instalar en el patio del palacio de los Conservadores y en la plaza del Campidoglio; eso hace que este sea el museo público más antiguo del mundo.
La antigua colección llegó a ser extensa con el tiempo gracias a las donaciones de varios papas como Paulo III y Pío V quienes quisieron retirar del Vaticano las esculturas de temática pagana. Mejoró su situación con la construcción del Palazzo Nuovo en 1654.
El museo fue abierto al público por deseo del Papa Clemente XII casi un siglo después, en 1734. Su sucesor, Benedicto XIV, inauguró la Pinacoteca capitolina, adquiriendo colecciones privadas de la familia Sacchetti y de la familia Pio.
Las excavaciones dirigidas tras la unificación de Italia para la capitalidad de Roma extrajeron grandes cantidades de nuevos objetos que, una vez recogidos en el Almacén Arqueológico Comunal, después llamado Antiquarium ('Anticuario'), fueron parcialmente expuestos en los Capitolinos.
En 1997 se abrió una sede destacada en la Central Termoeléctrica Giovanni Montemartini, en el barrio Ostiense, creando una solución original de fusión entre arqueología industrial y clásica.

## Colecciones y obras expuestas
Las colecciones históricas de los Museos Capitolinos son:
- la Pinacoteca, que proviene inicialmente de la colección de la familia de los marqueses Sacchetti y de los príncipes Pio de Saboya.
- la Protomoteca, colección de bustos de personajes ilustres trasferidos al Campidoglio desde el Panteón por voluntad de Pío VII en 1820.
- la Colección Castellani, donada por Augusto Castellani en la segunda mitad del XIX, constituida por materiales de cerámica arcaica (del siglo VIII al IV a. C.), del área etrusca en su mayoría, pero también de producciones griegas e itálicas.
- el Medagliere capitolino: la colección de monedas, medallas y joyas del Comune ('Ayuntamiento'), fundada en 1872 y abierta al público en el año 2003.

La obra quizá más famosa que se conserva es la estatua ecuestre de Marco Aurelio. El ejemplar que se encuentra en el centro de la plaza es una copia, mientras que el original, tras haber pasado por trabajos de restauración, está expuesto en un patio recientemente cubierto con vidrio, la Exedra de Marco Aurelio, en el Jardín Romano, tras el Palacio de los Conservadores.
En el Palazzo Nuovo, más allá de la estatua del emperador del siglo II d. C., puede admirarse el Gálata moribundo, el Fauno Rojo rescatado en Tívoli en la villa de Adriano, y un bellísimo mosaico rescatado de esta villa y conocido como el Mosaico delle Colombe.
La visita al otro edificio de los museos, el Palazzo dei Conservatori, se incluye en el mismo ticket de entrada al museo; se puede acceder a la plaza o a una galería subterránea excavada (Galleria di congiunzione) en los años 30 y preparada actualmente como Galleria Lapidaria (que incluye la exposición de los epígrafes), que también da acceso al Tabularium y une ambos edificios. Aquí se encuentra la pinacoteca del museo con famosas pinturas de Caravaggio, como San Juan Bautista y La Buenaventura (otra versión similar se conserva en el Louvre de París).
También se halla el símbolo insignia de la ciudad: el bronce de la Luperca o Loba Capitolina, que durante mucho tiempo se pensó que era una obra etrusca del siglo V a. C. y recientemente se ha datado del siglo XII d. C.; es muy probable que la estatua original no incluyera los gemelos de la leyenda, Rómulo y Remo, que al parecer fueron agregados durante el Renacimiento italiano. La cabeza colosal de Constantino I data del siglo IV d. C.
Una importante obra medieval es el Ritratto di Carlo I d'Angiò de Arnolfo di Cambio (1277), el primer retrato verosímil de un personaje vivo esculpido en Europa que llegó en época postclásica.

## «Grande Campidoglio»
En diciembre de 2005 se inauguró una nueva ala en la sala vetrata ('cubierta con vidrio'), la ya citada Exedra de Marco Aurelio, que aumenta el espacio expositivo de los Museos. Con la apertura del Jardín Romano se ha ganado este nuevo espacio que alberga ahora la estatua de Marco Aurelio, los fragmentos del coloso de bronce de Constantino y la estatua de Hércules. El proyecto es de Carlo Aymonino y se prevé también la nueva sistematización de los cimientos del templo de Júpiter Capitolino.
En la sala adyacente se encuentra la exhibición de la Colección Castellani, donada al Ayuntamiento de Roma por Augusto Castellani.
La apertura de esta nueva ala forma parte de un gran proyecto («Grande Campidoglio») de restauración y ampliación de los museos, que incluye la preparación de la Galleria Lapidaria (que hace años necesita labores de restauración), la adquisición del Palacio Clementino, que ahora es sede del Medagliere Capitolino (colección numismática), y la restauración del Palazzo Caffarelli.

## Central Montemartini
En 1997, debido a un grave problema de filtraciones de agua y humedades, la Galería Lapidaria y diversos sectores del Palazzo del Conservatori tuvieron que ser cerrados al público; para permitir los trabajos de restauración, cientos de esculturas fueron trasladadas a la central eléctrica Montemartini (situada a lo largo de la Via Ostiense). La colección incluye 400 estatuas romanas, epígrafes y mosaicos. La mayor parte del repertorio lo constituye los fragmentos de una adquisición reciente, proveniente de las excavaciones llevadas a cabo desde la unidad italiana.

## Galería fotográfica

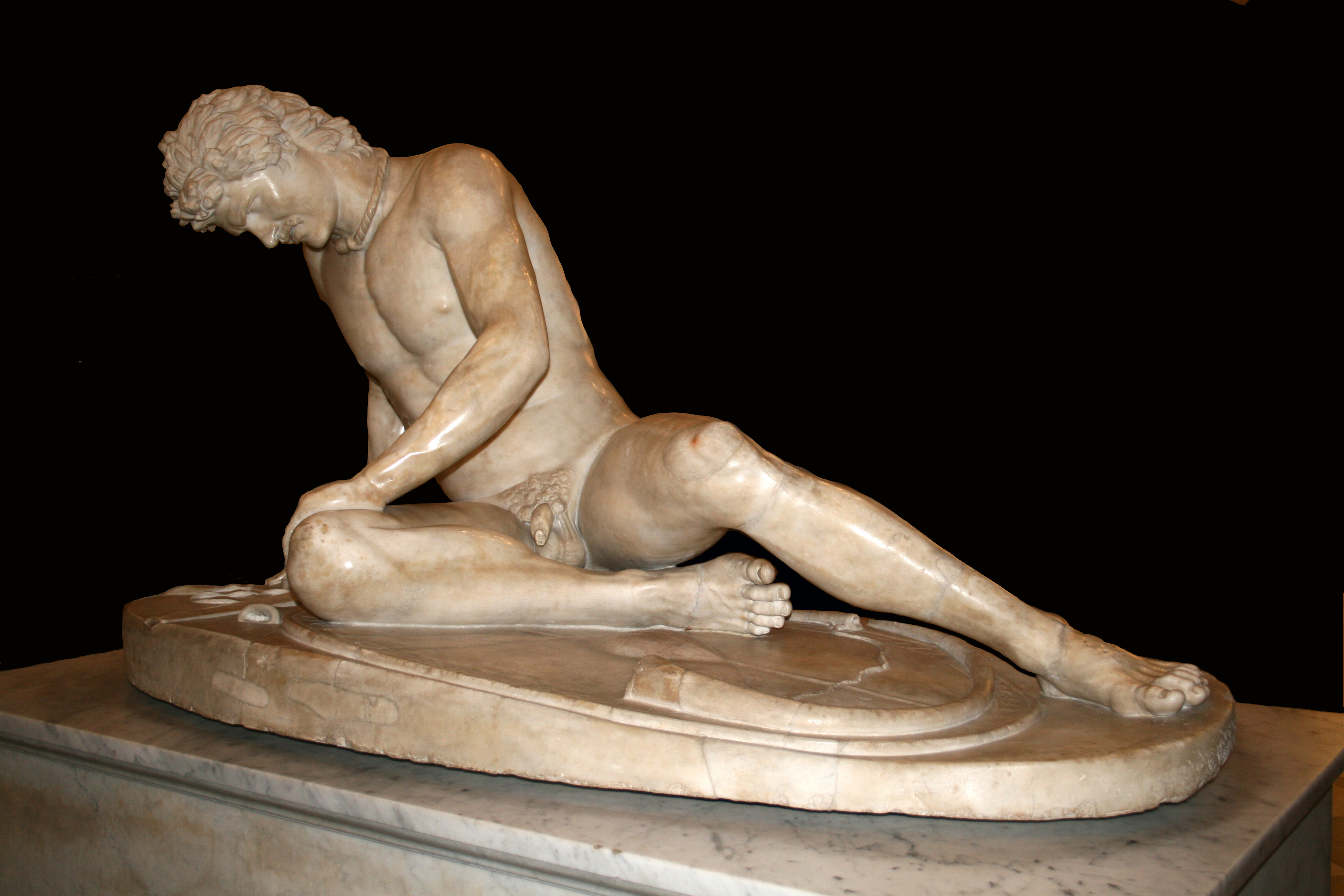
Gálata moribundo.
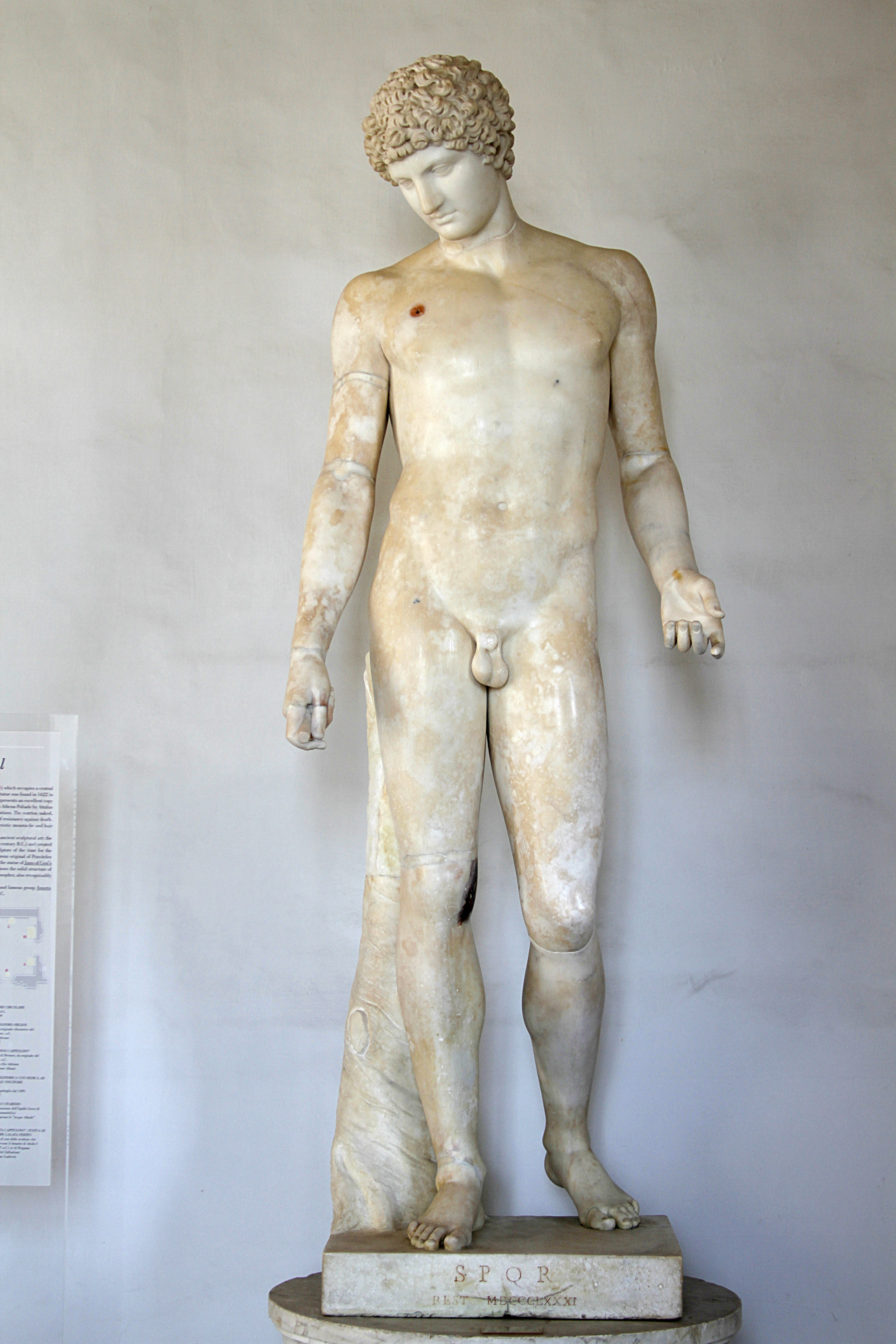
Estatua de Antinoo Capitolini.
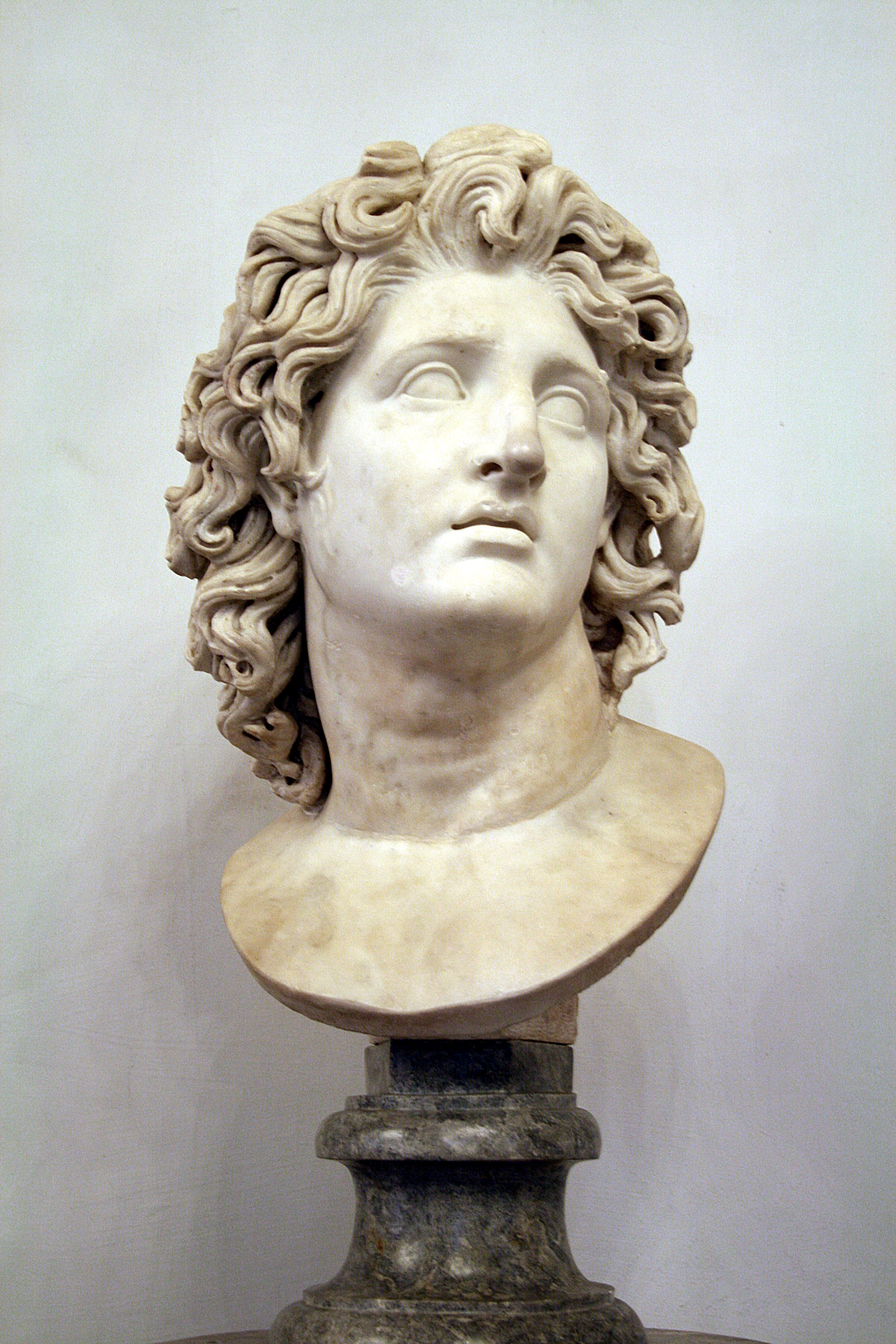
Alejandro Magno
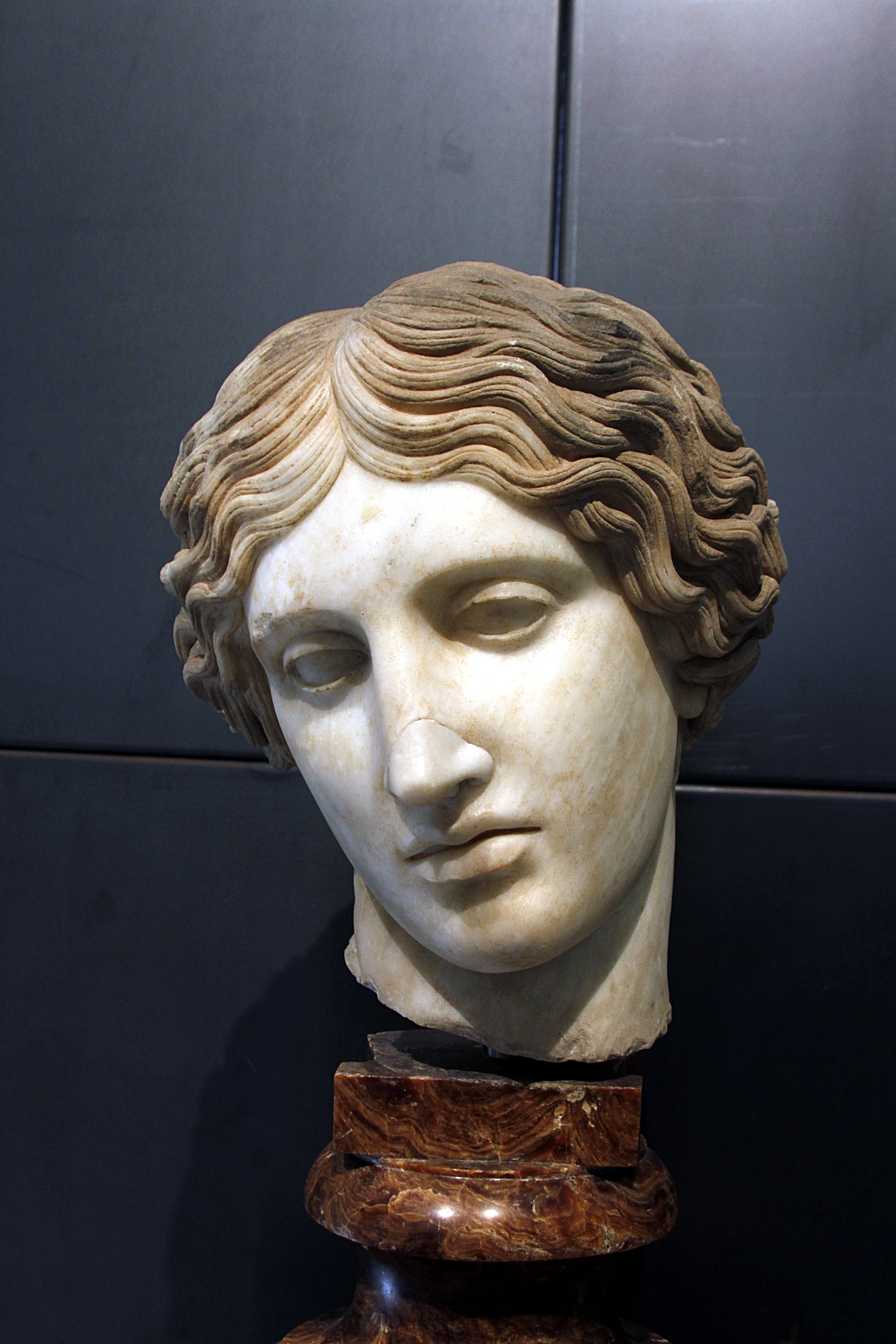
Amazona (mitología)
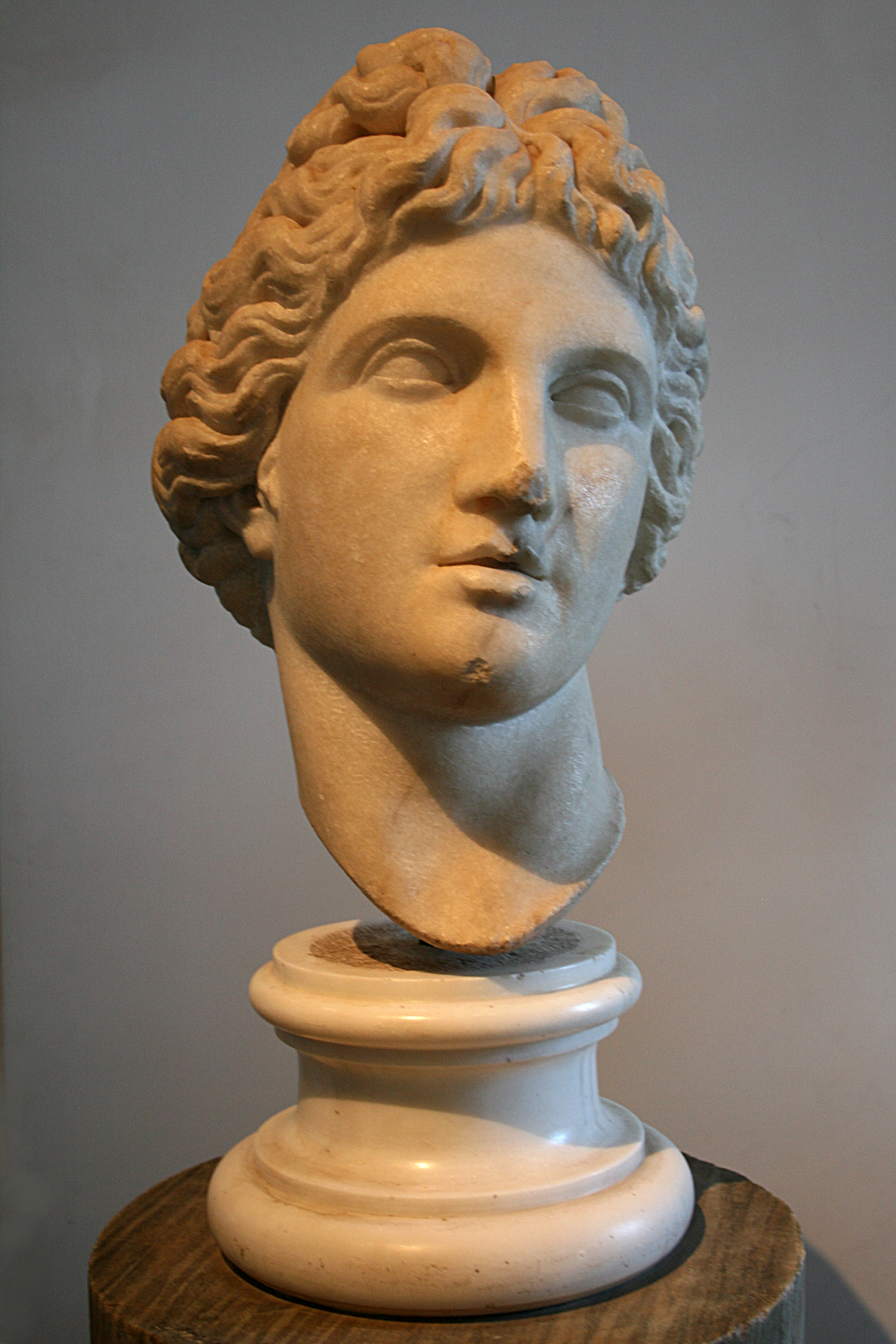
Apolo
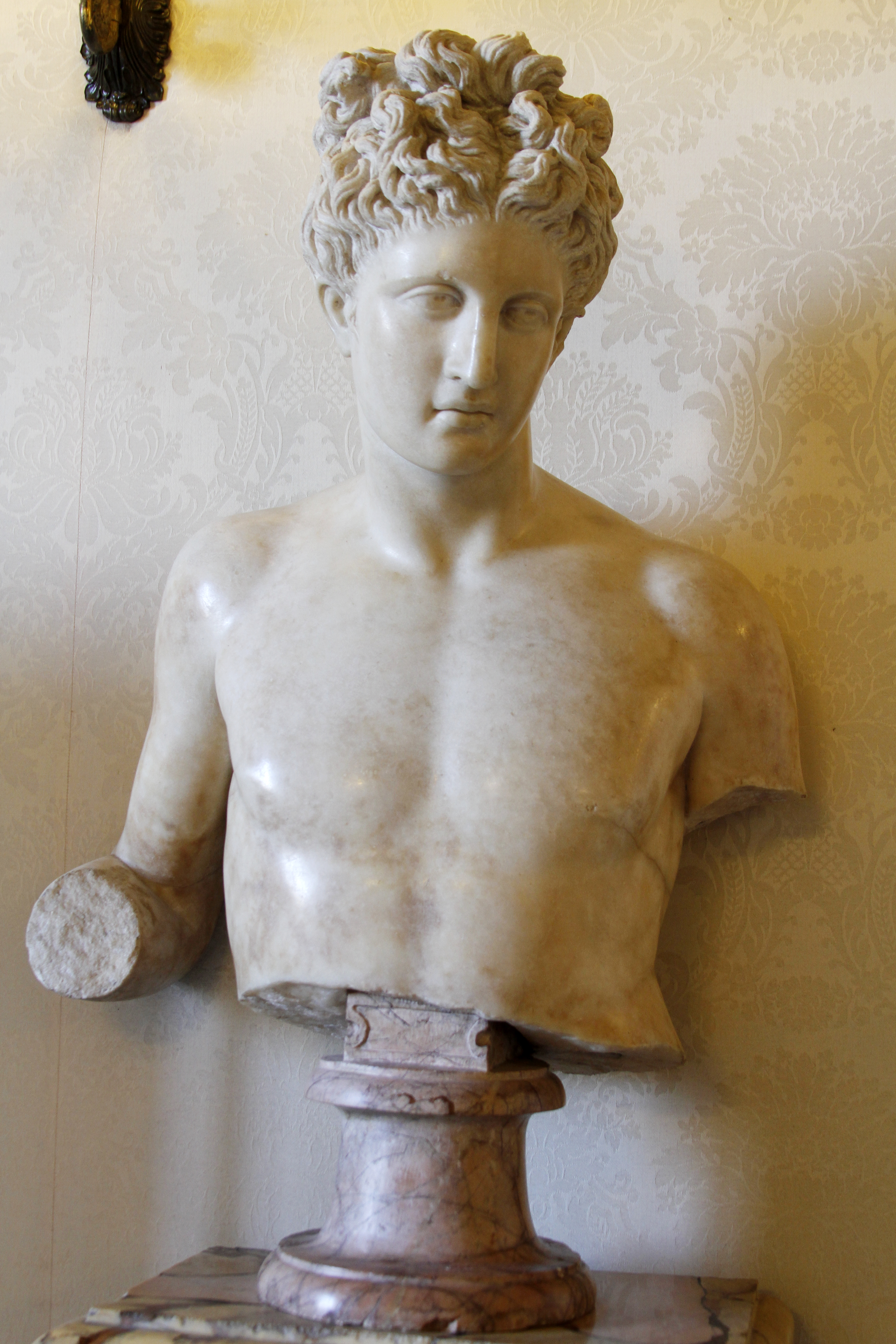
Apolo
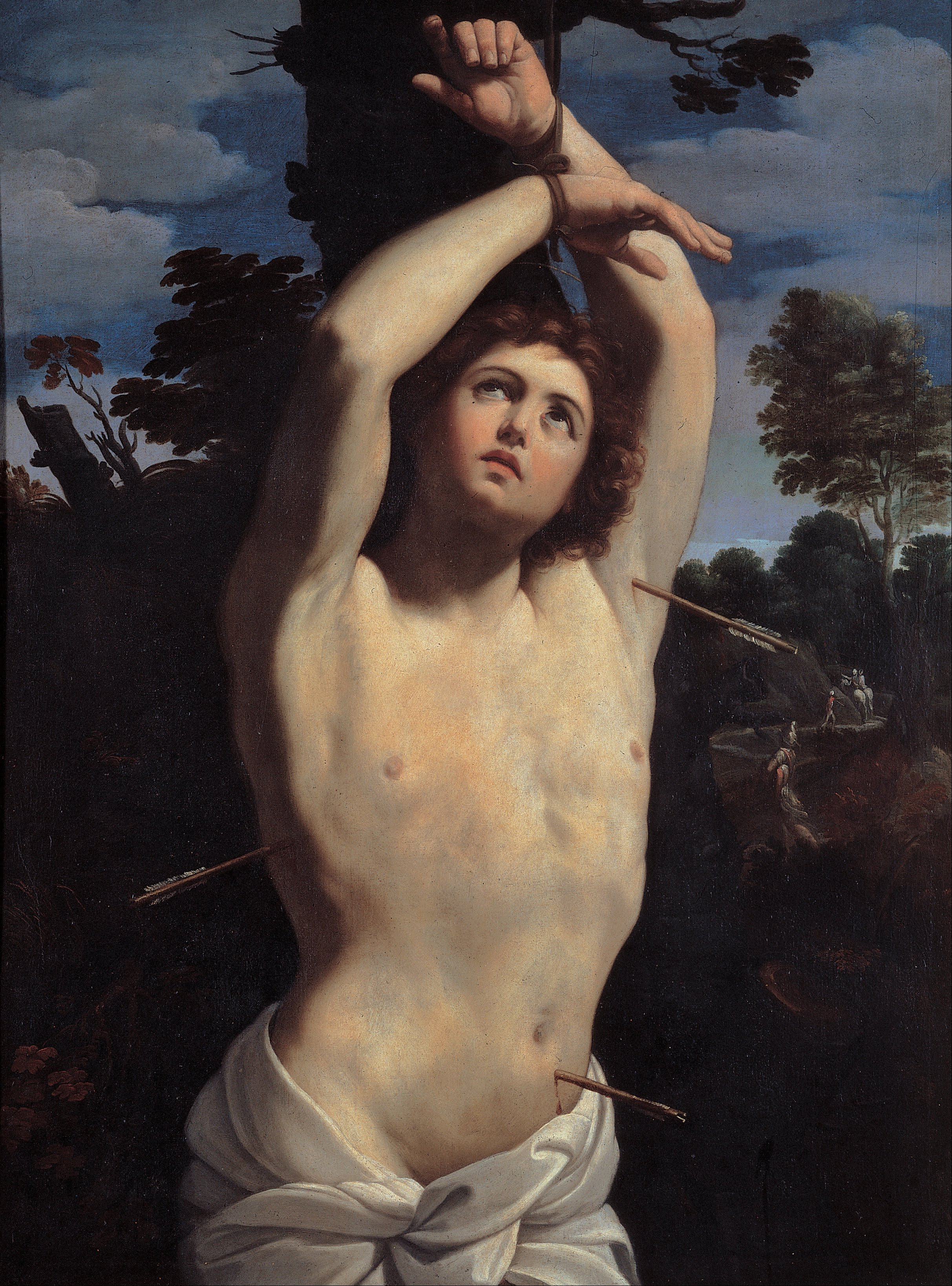
San Sebastián, por Guido Reni (1515-1516)
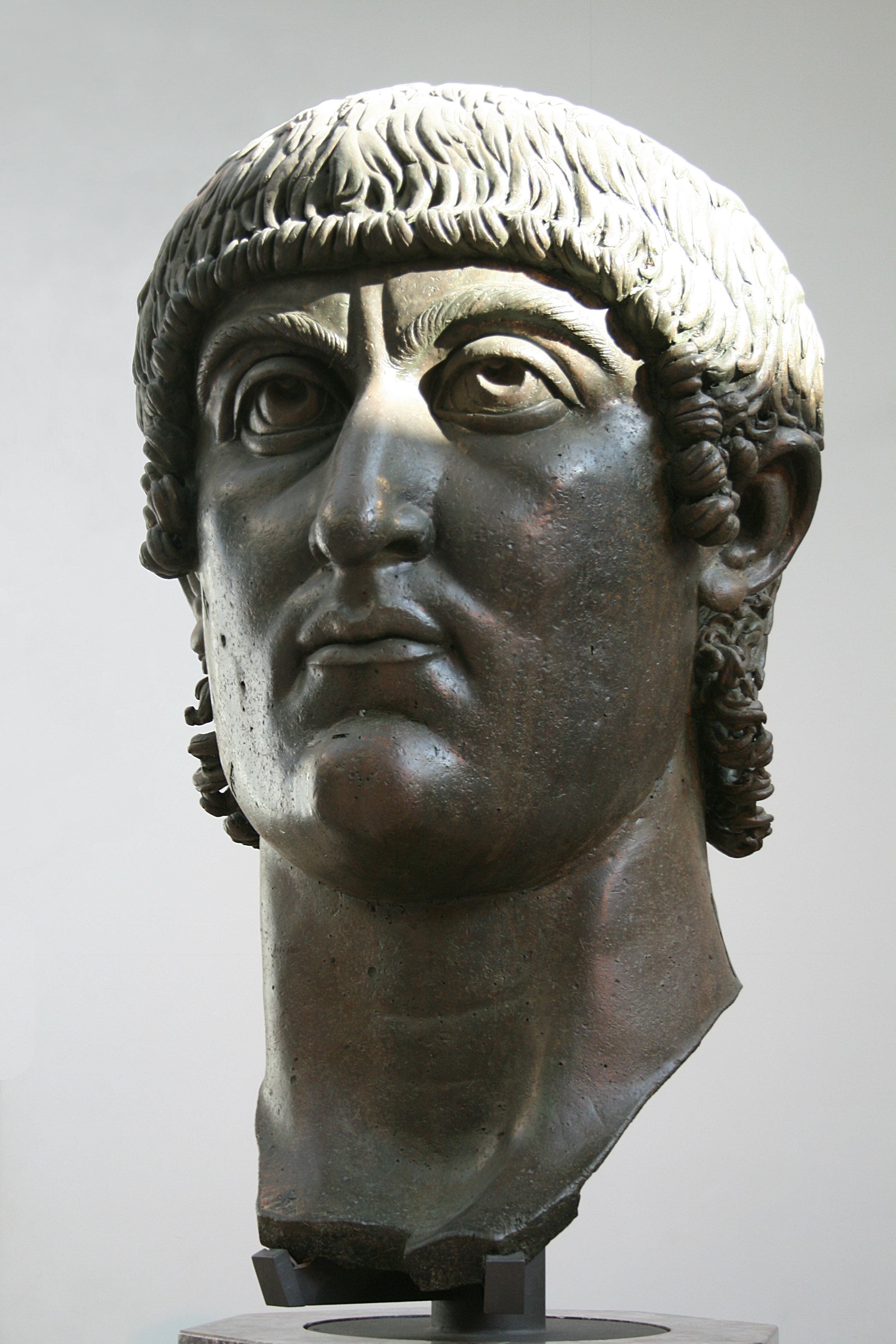
Constantino I (emperador)
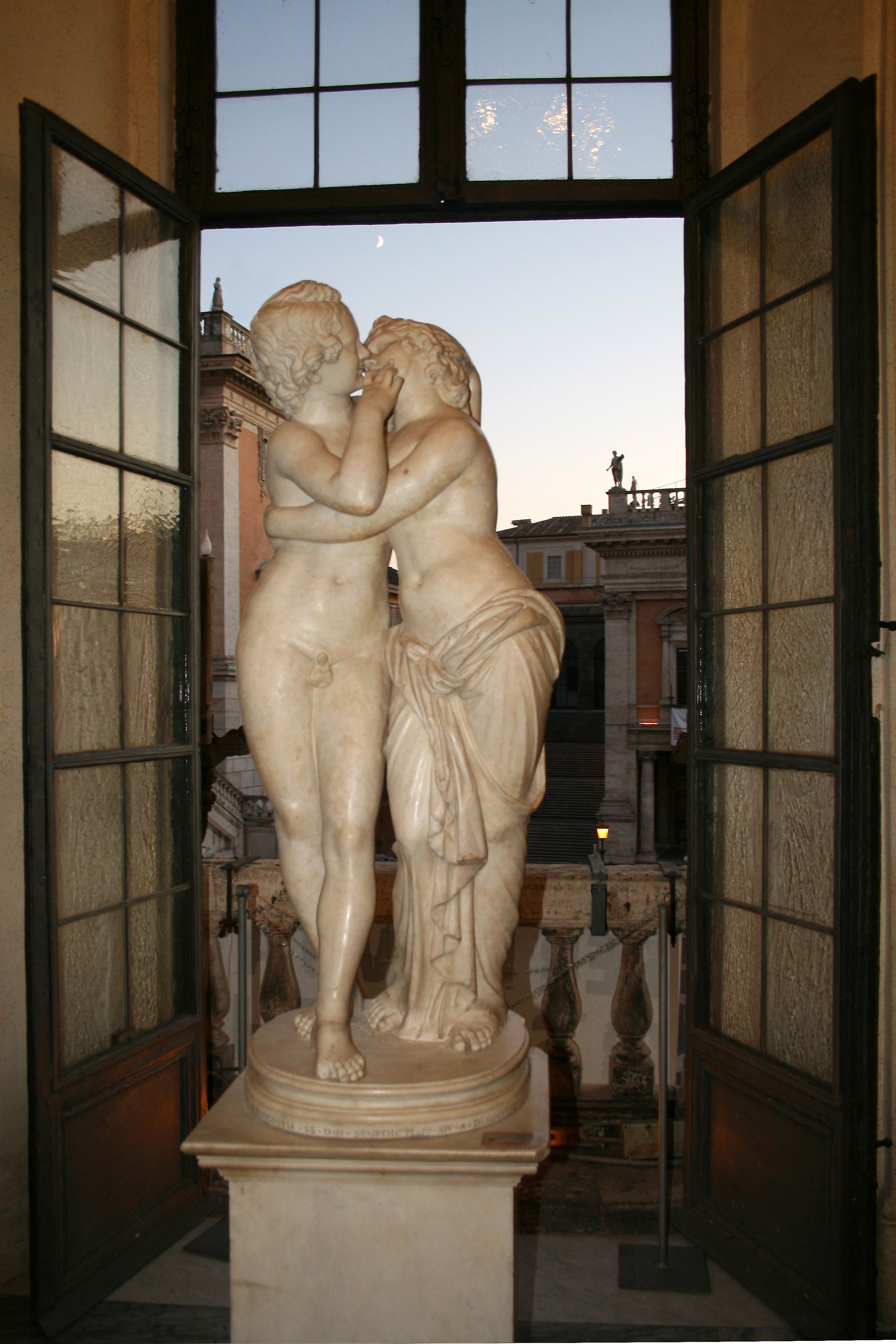
Cupido y Psique
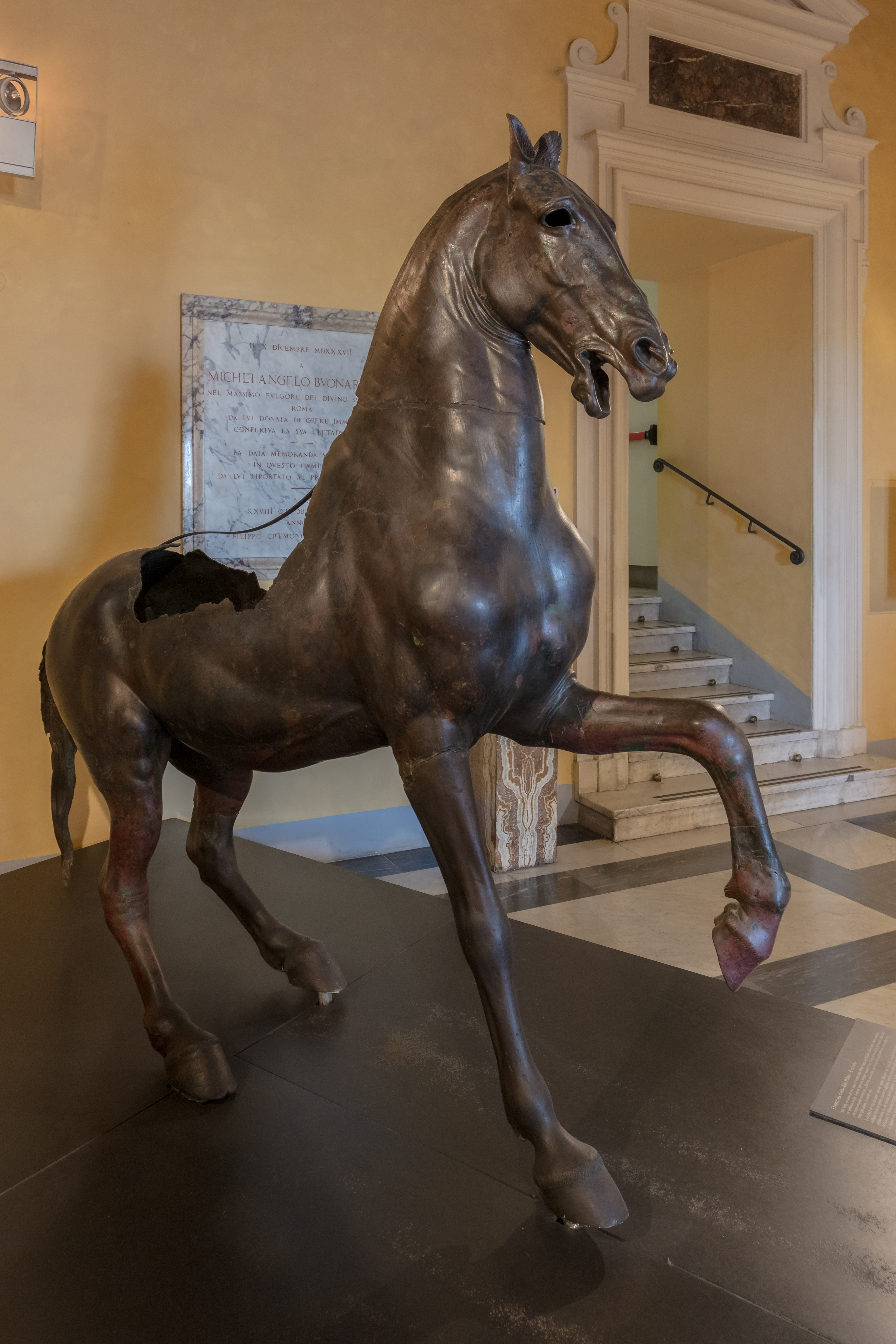
Marcus Aurelius
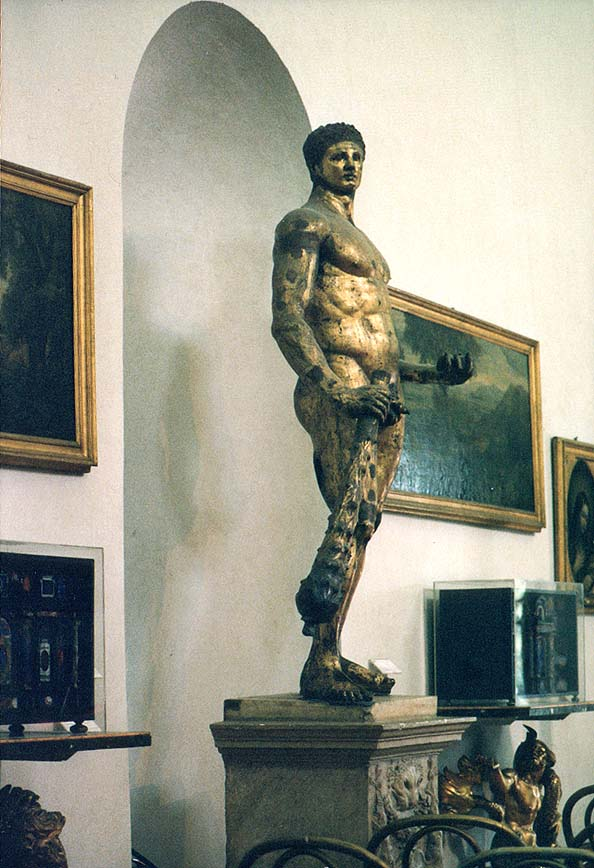
Estatua de bronce de Hércules (en su ubicación anterior)
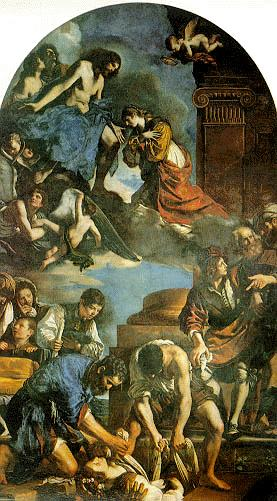
Guercino: Santa Petronila
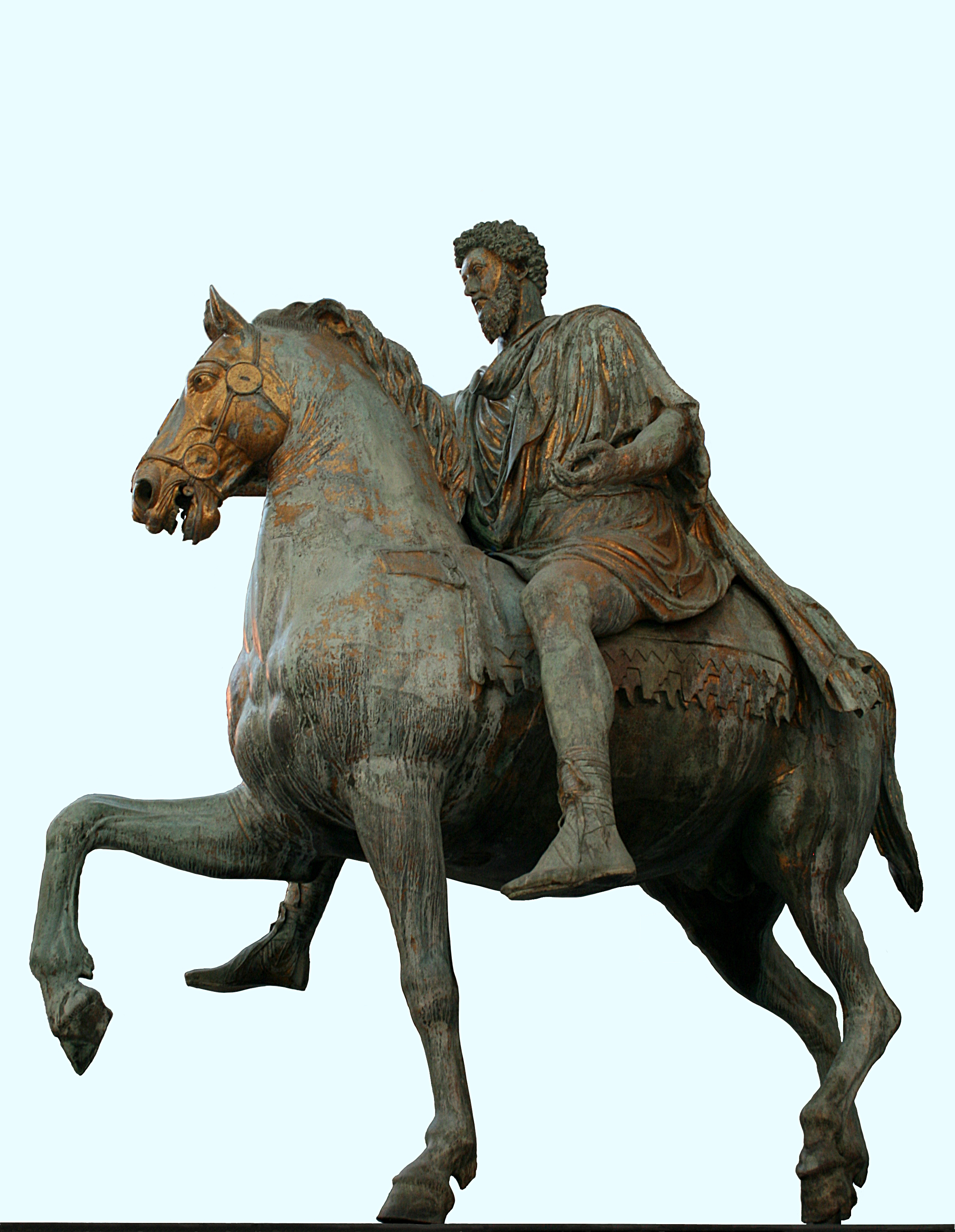
Marco Aurelio
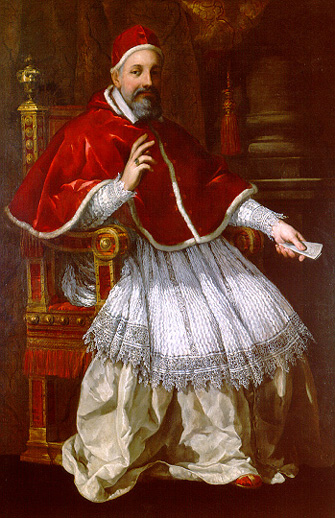
Pietro da Cortona: Urbano VIII
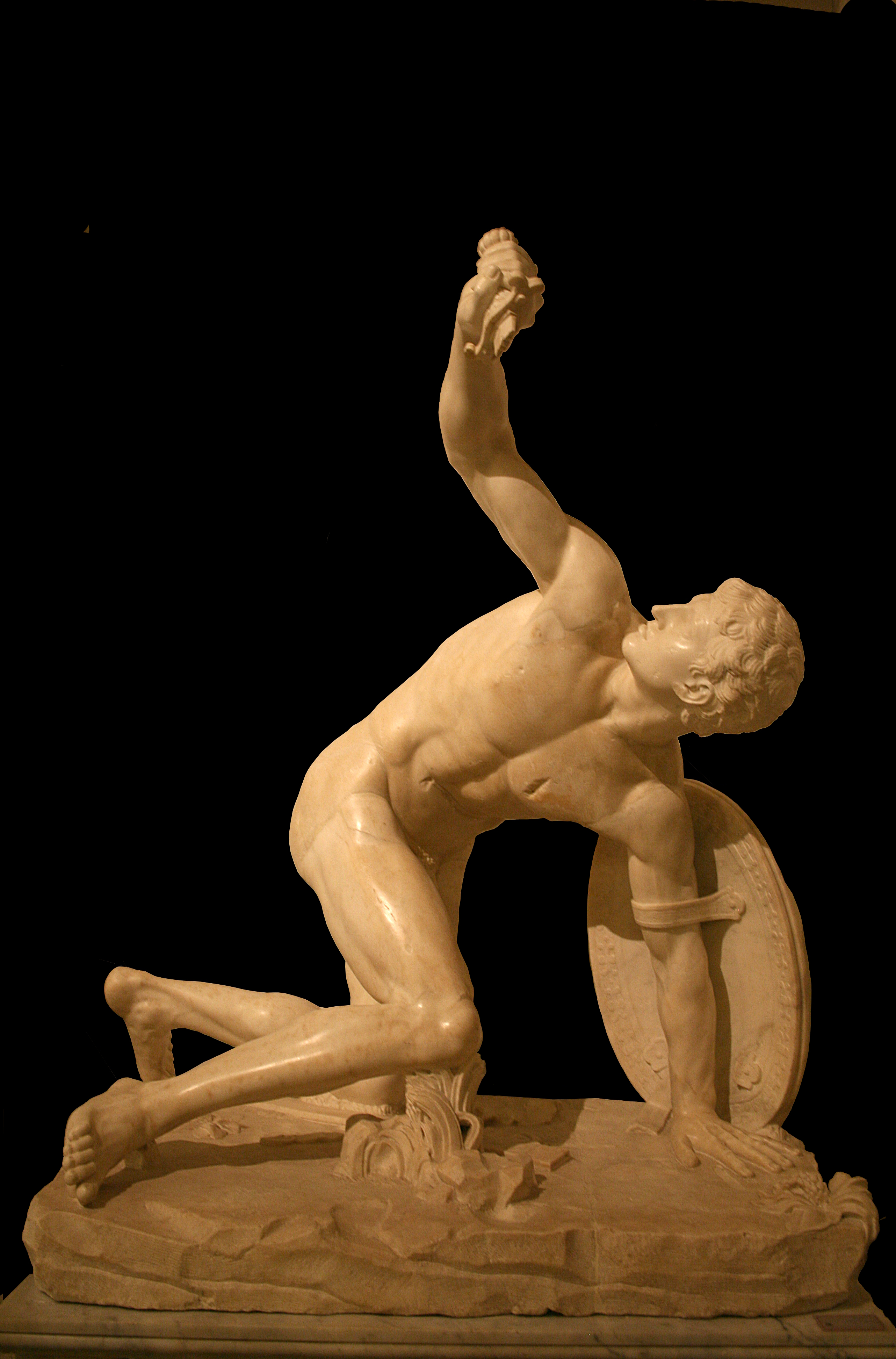
Estatua de Discóbolo (restaurada y transformada en un guerrero)
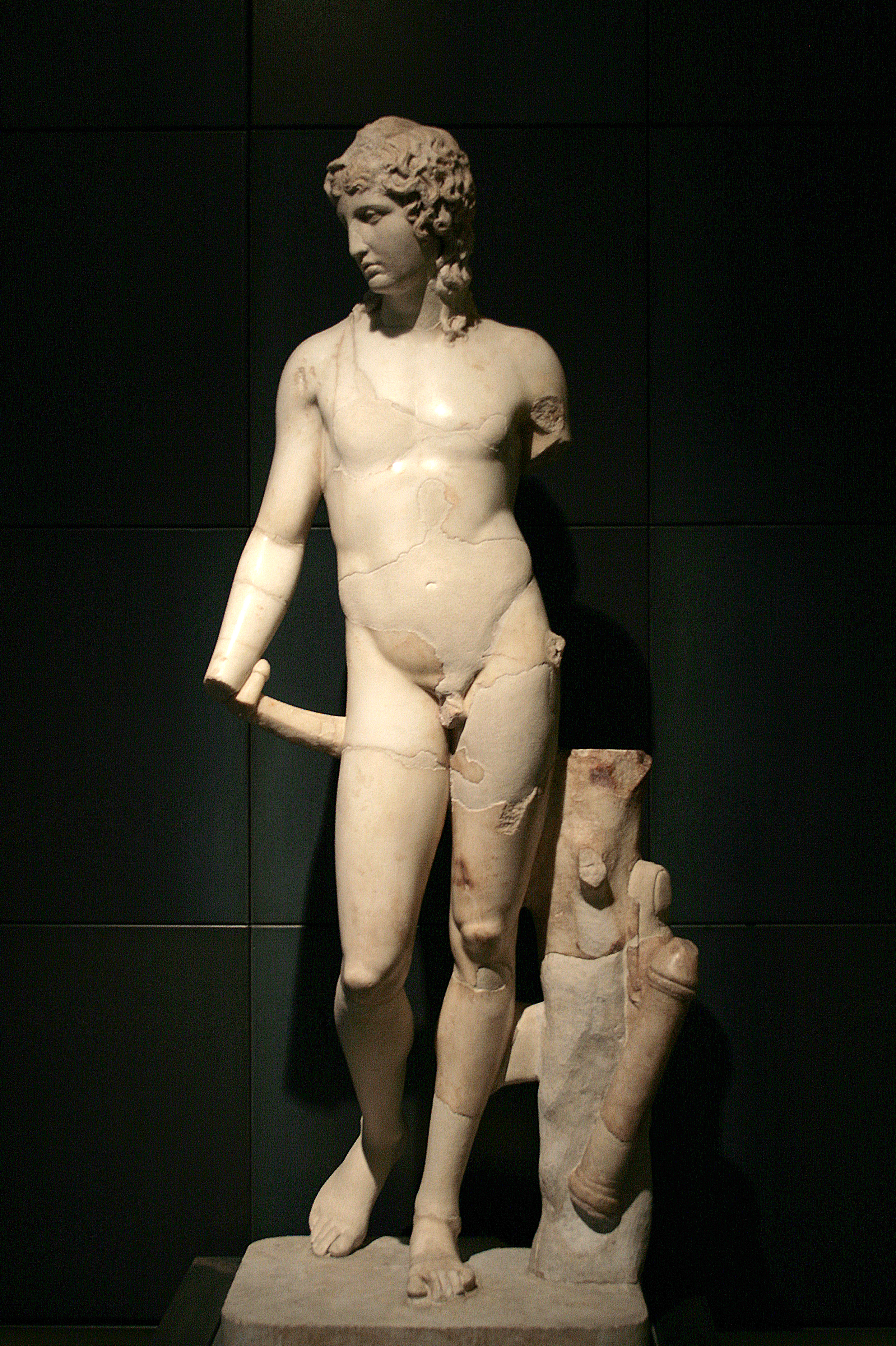
Eros
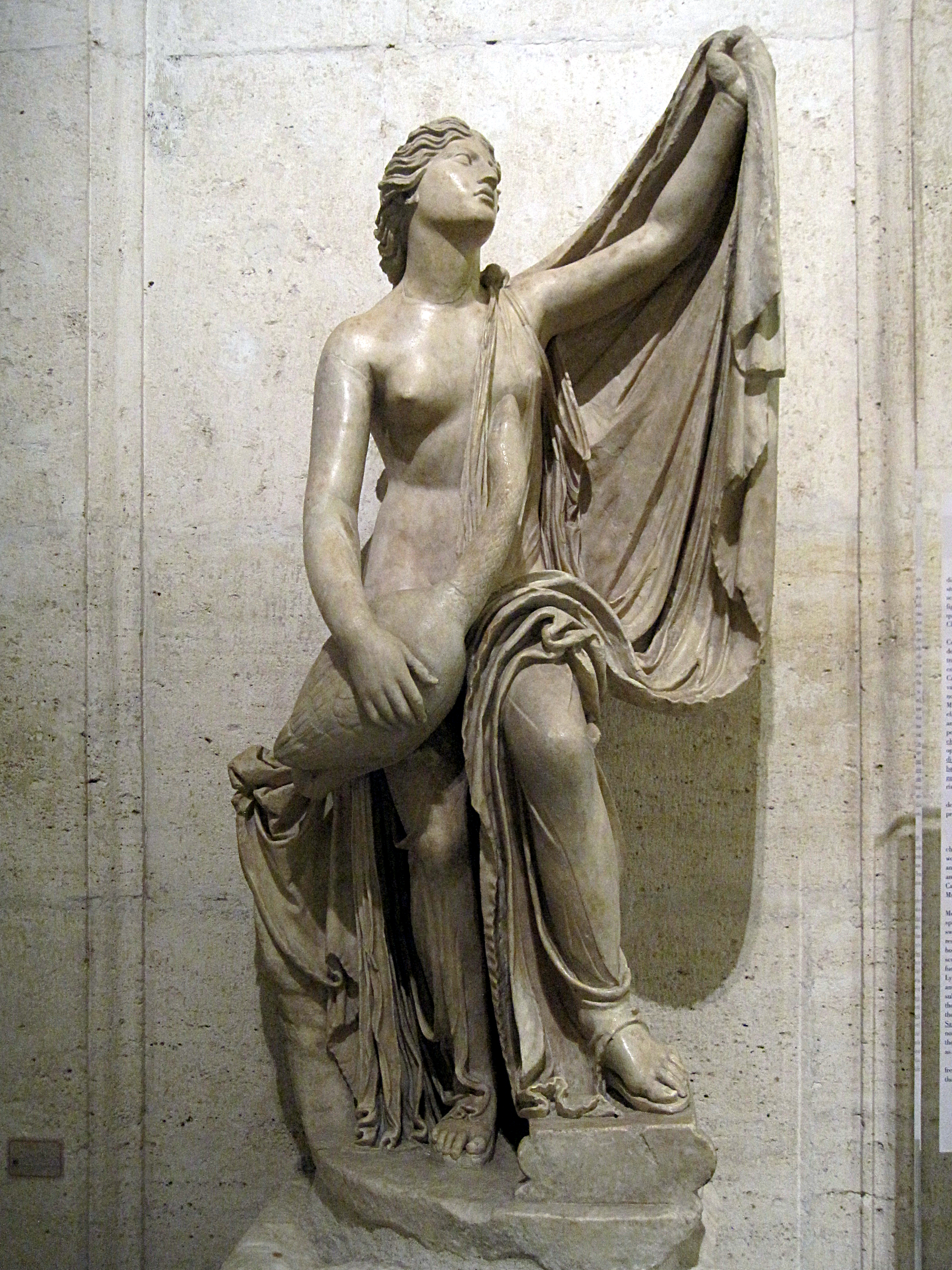
Leda y el cisne
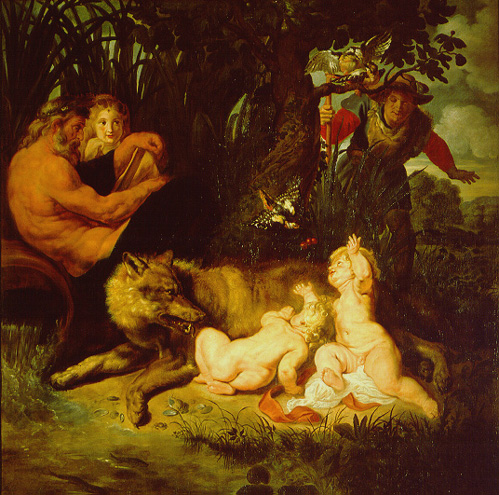
Rubens: Rómulo y Remo
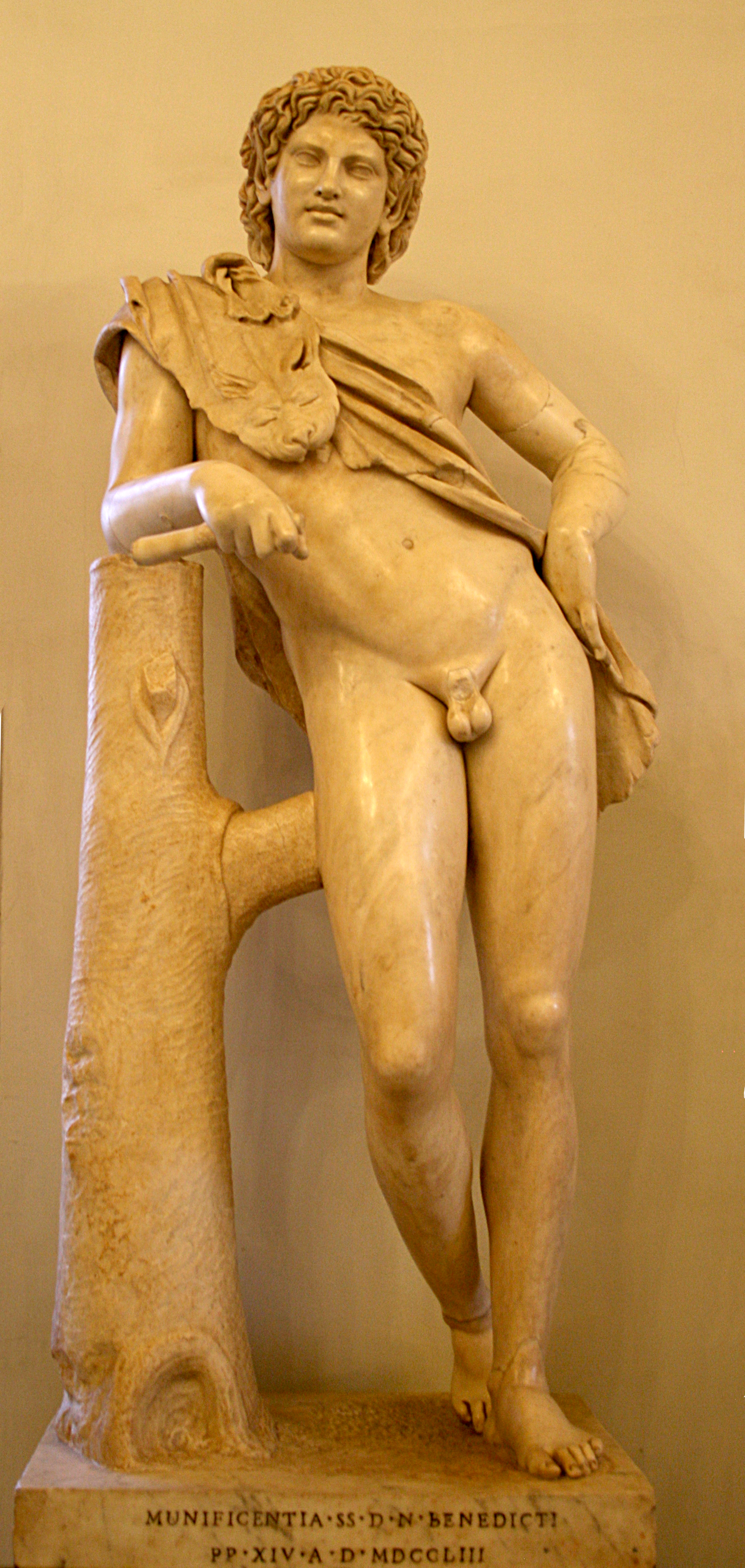
Sátiro en reposo
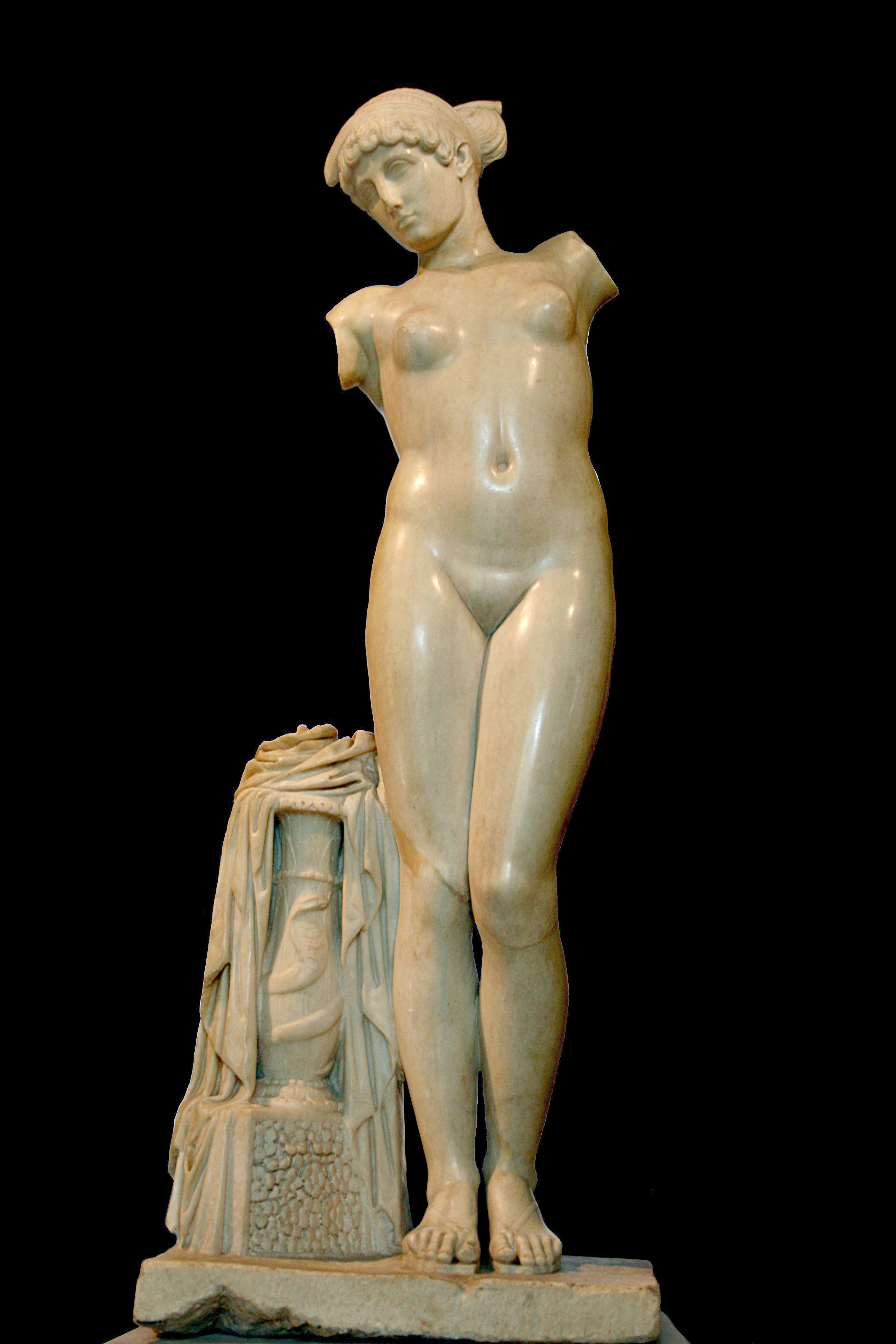
Venus Esquilina
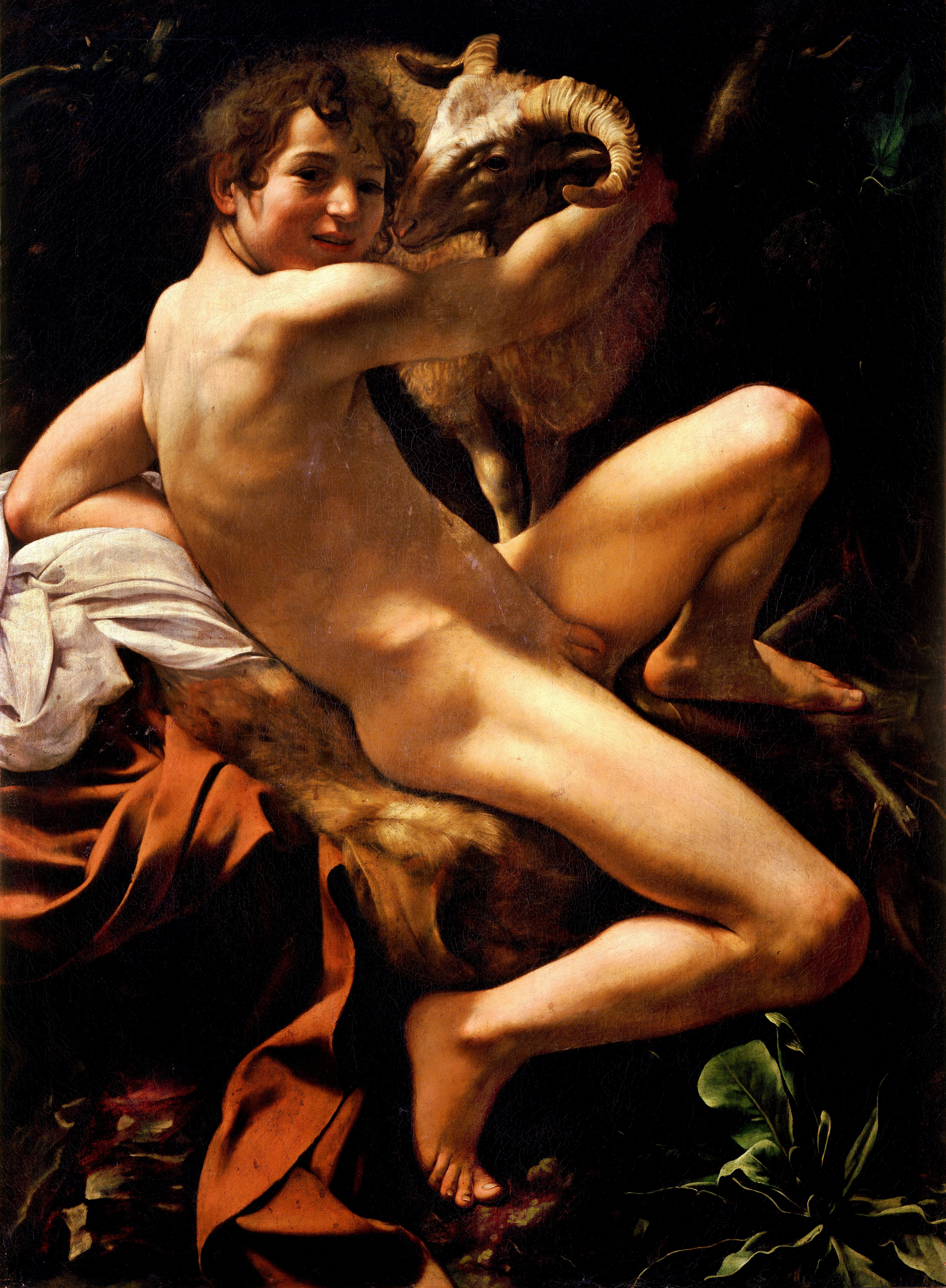
Joven con un cordero, de Caravaggio (1602)
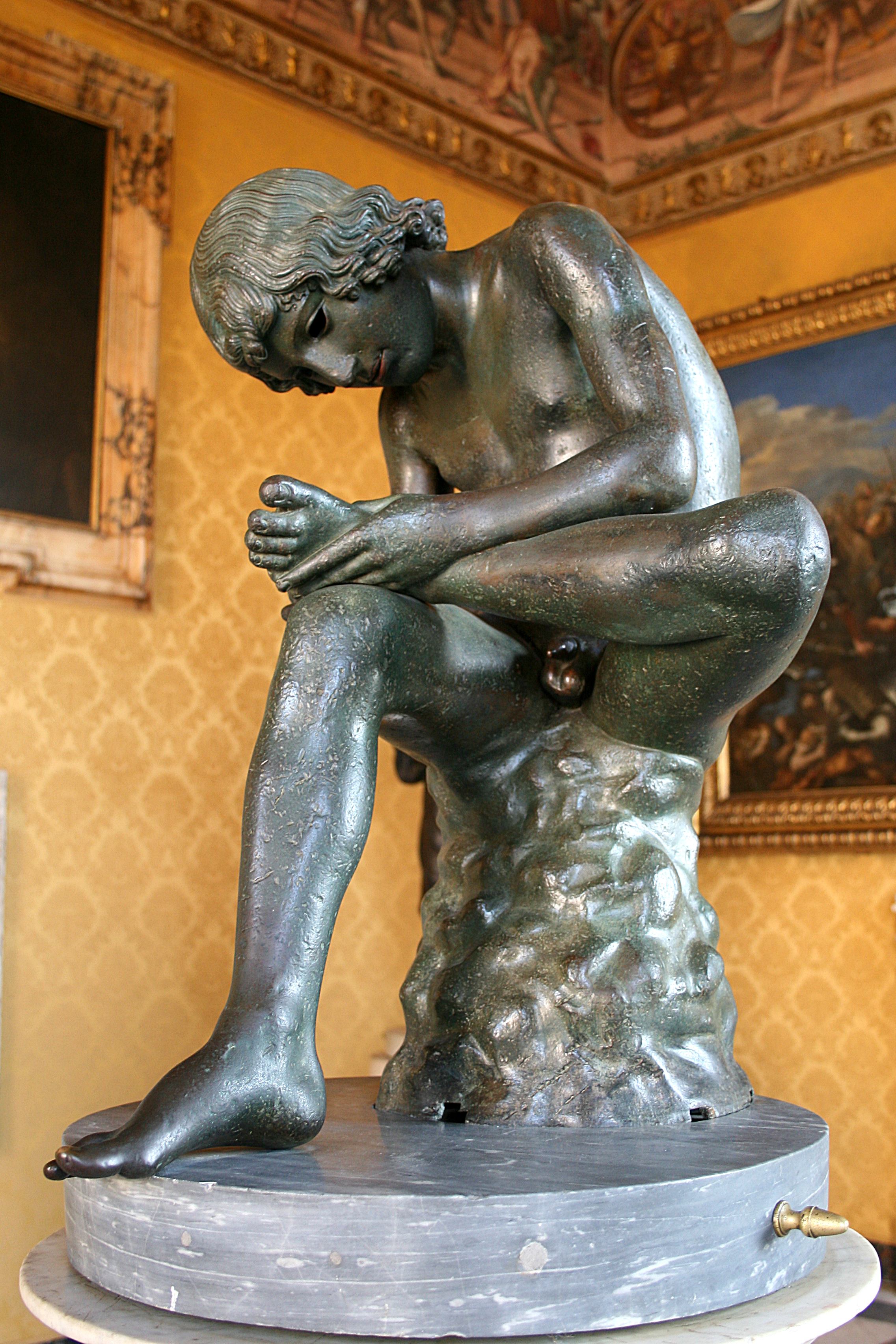
Spinaro
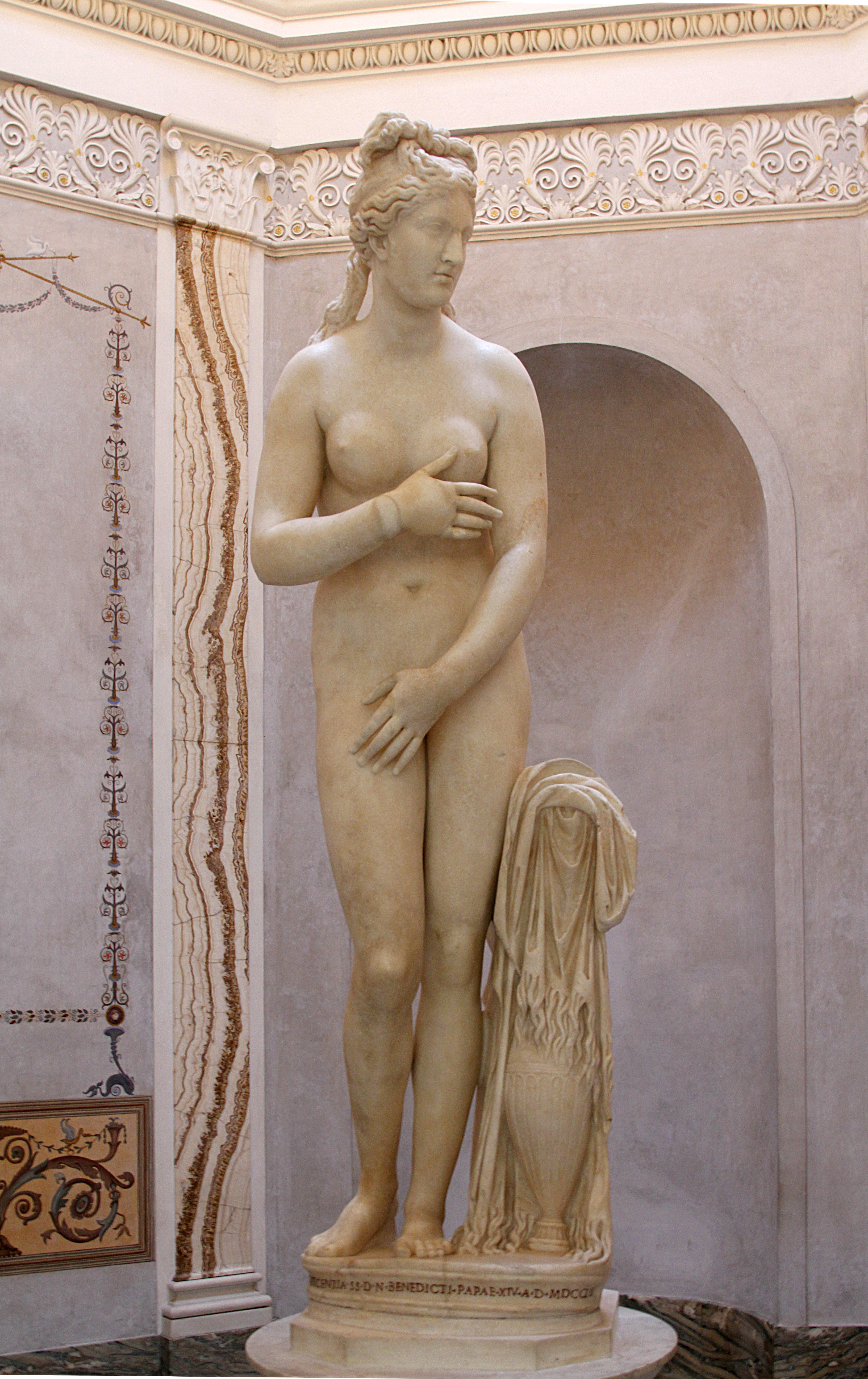
Venus Capitolina
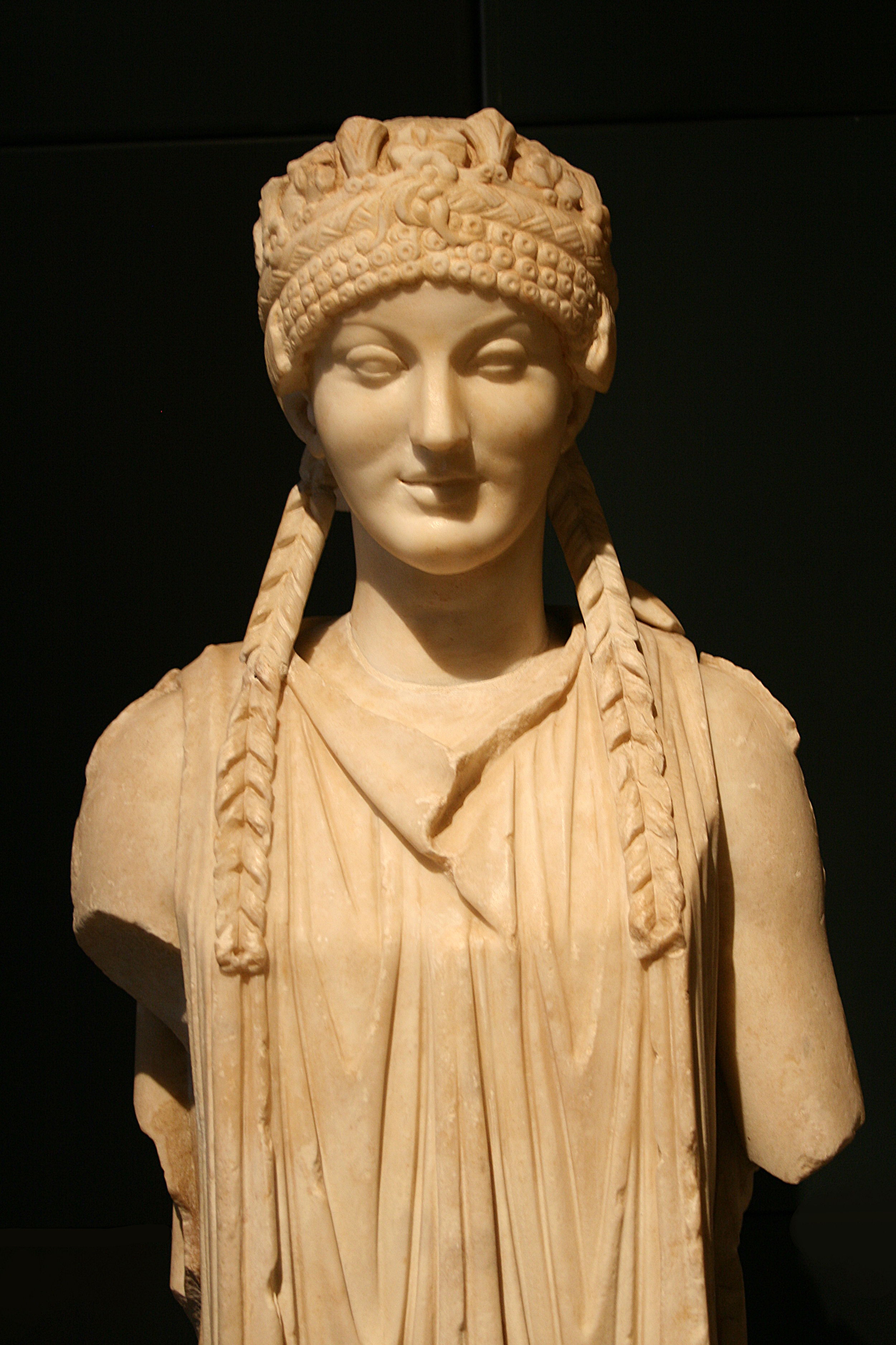
Cariátide los Jardines de Mecenas
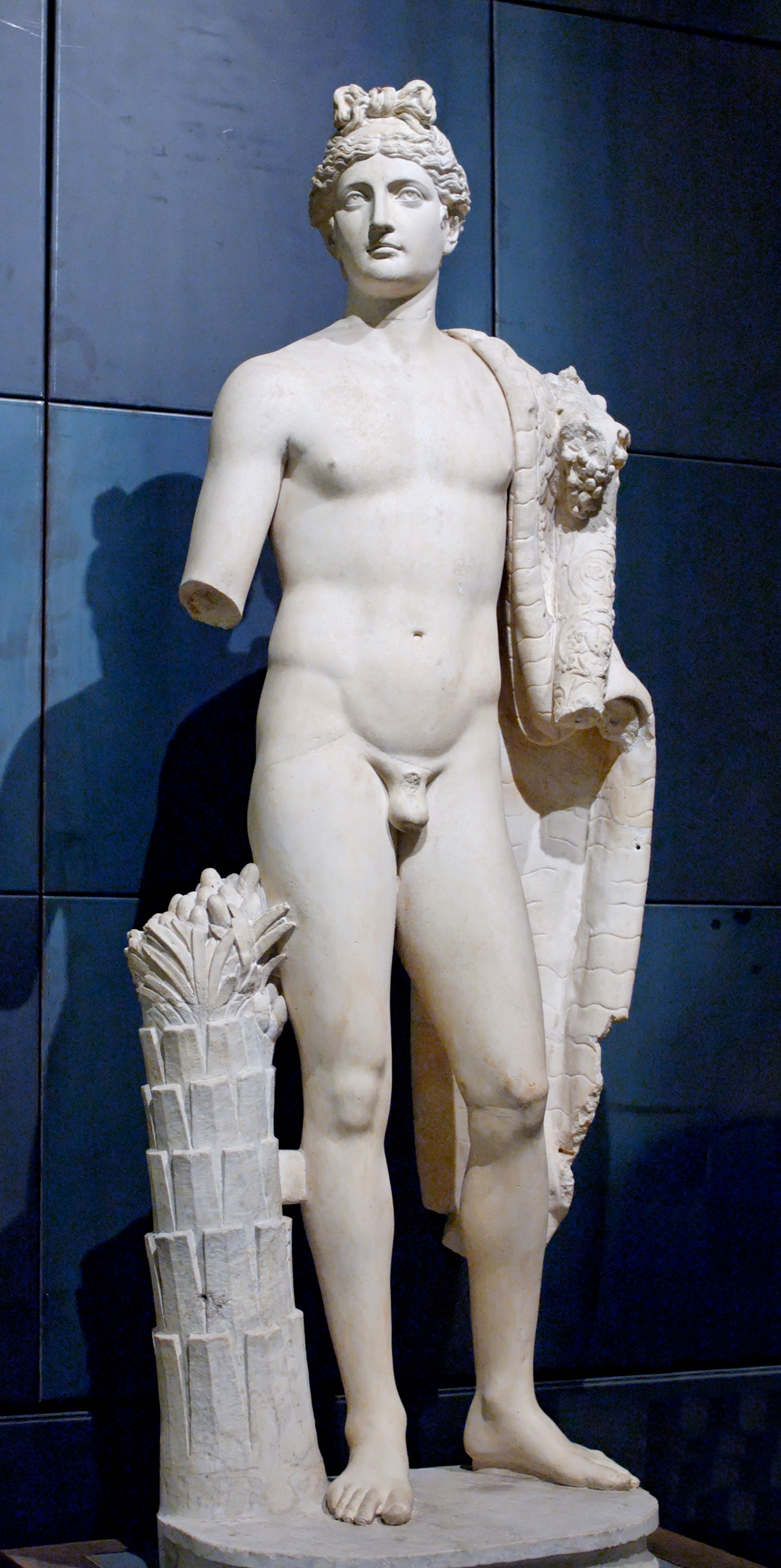
Domiciano
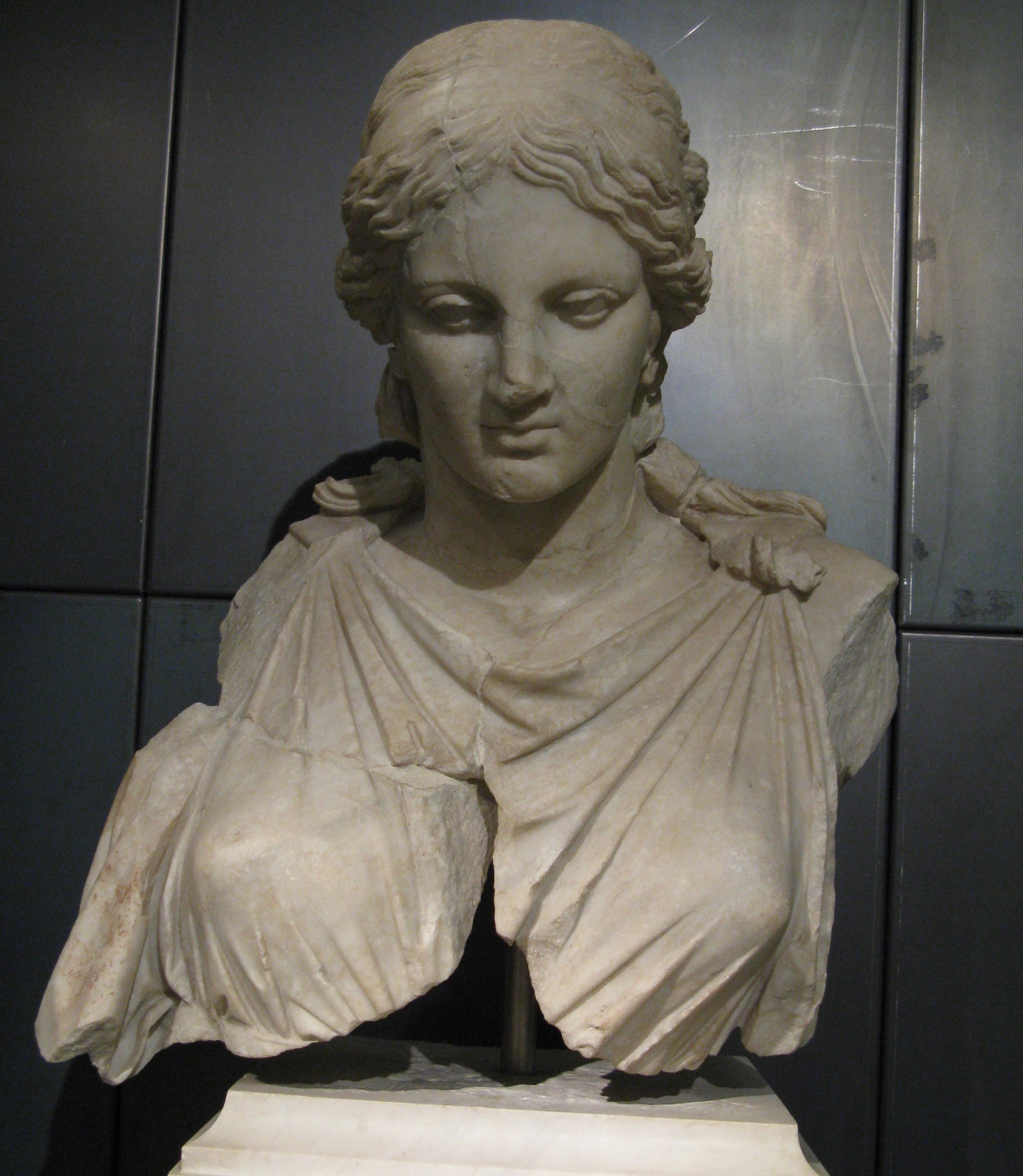
Artemisa Kefisiodotos
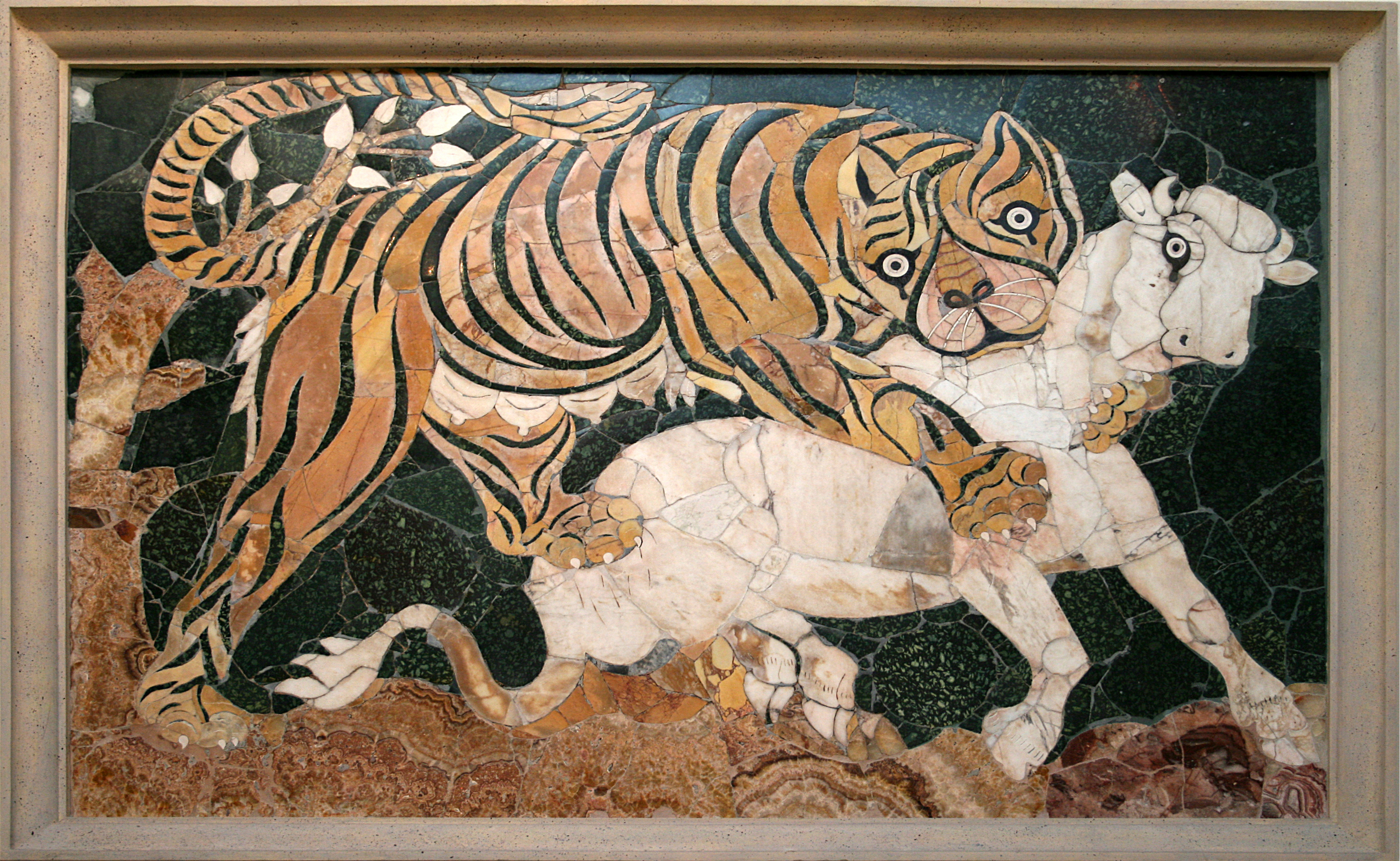
Mosaico romano que representa a una tigresa cazando a una cabra
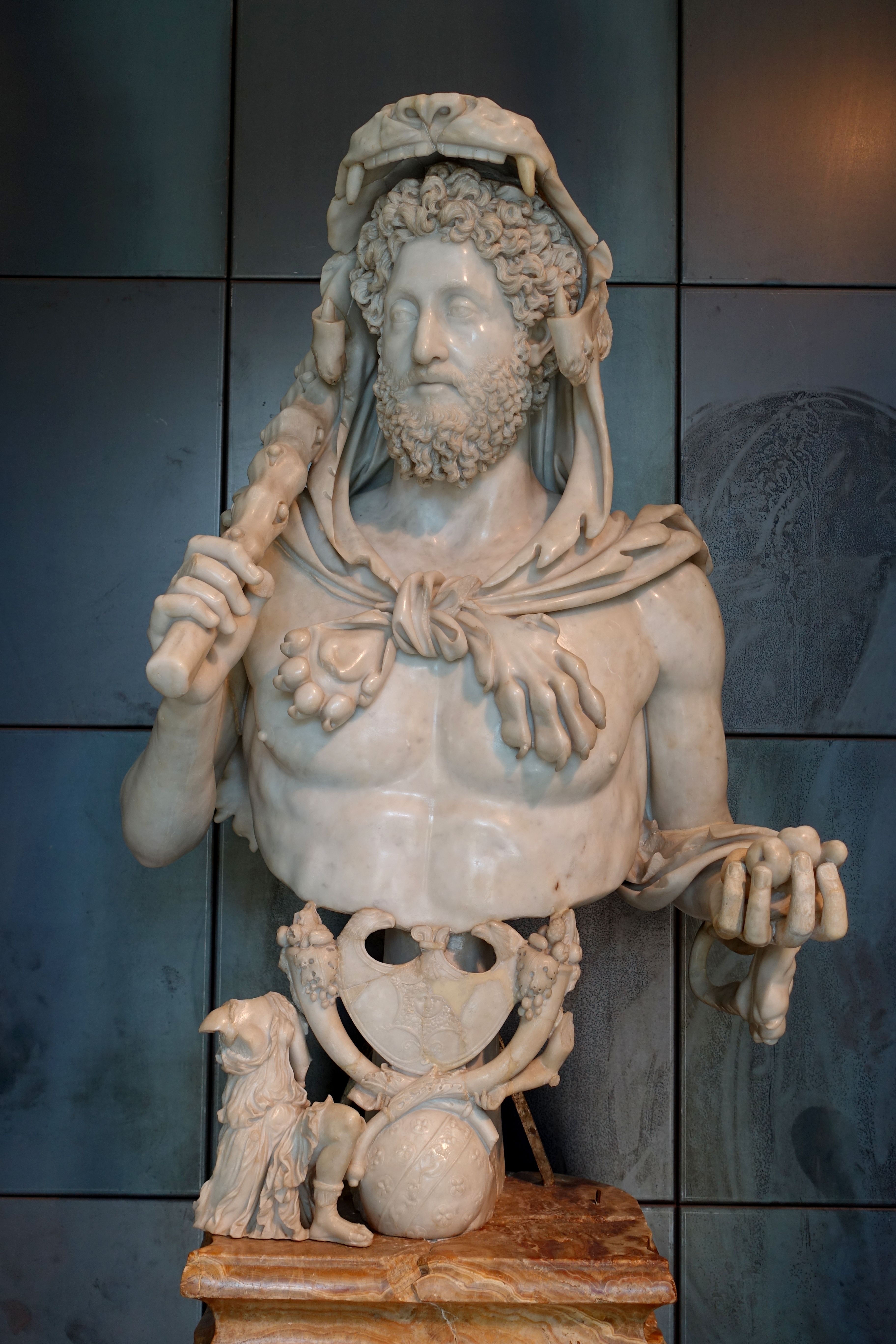
Cómodo como Hércules
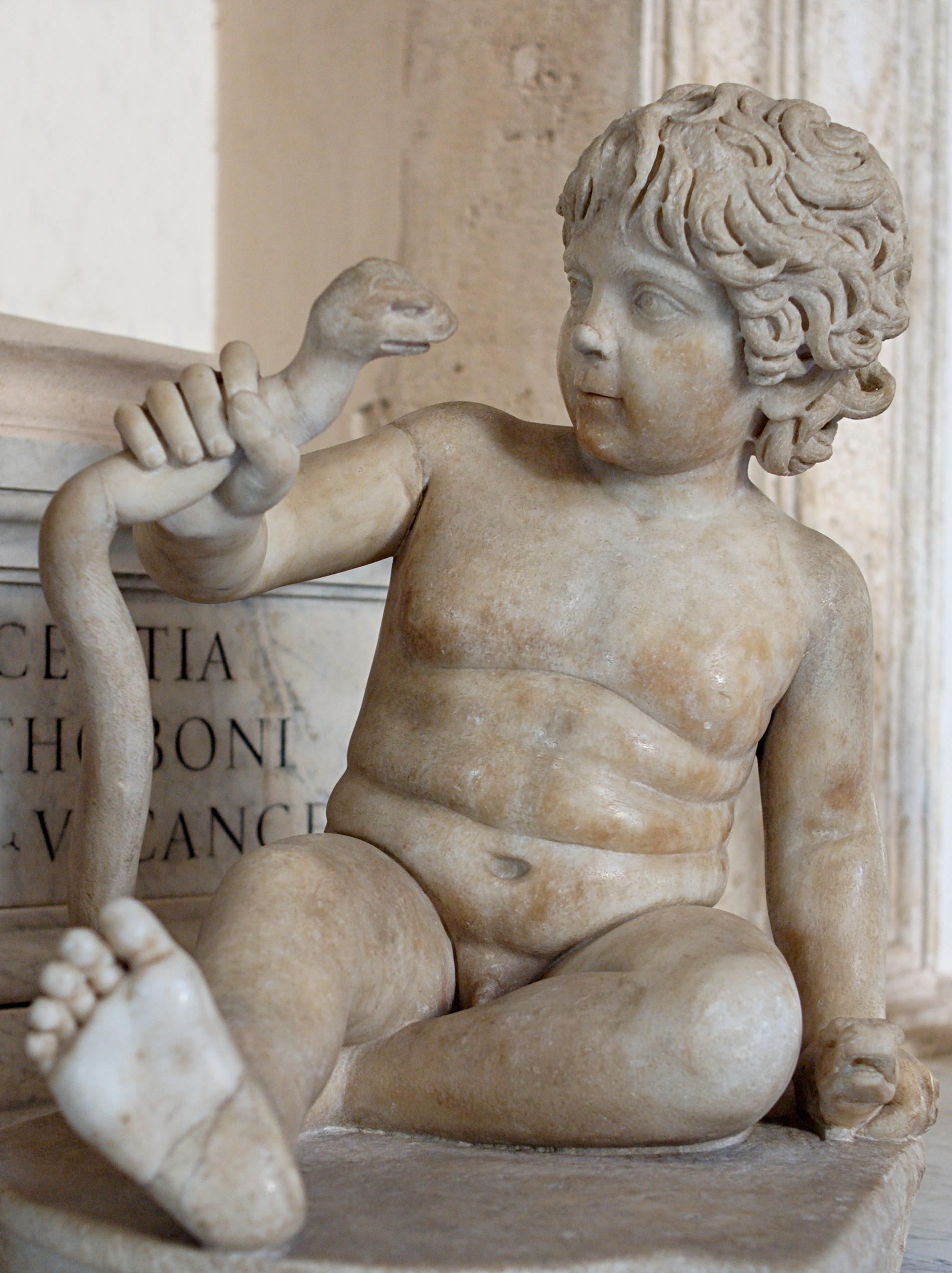
Heracles estrangulando a una serpiente